# Église Saint-Sixte de La Chapelle-Rainsouin
L'église Saint-Sixte de La Chapelle-Rainsouin est une église catholique située à La Chapelle-Rainsouin, en France.

## Localisation

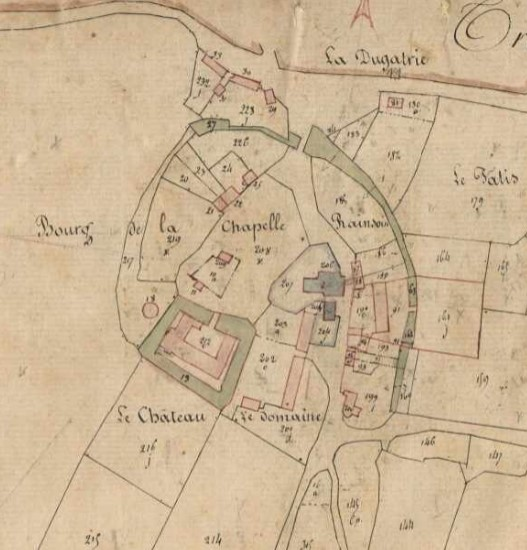
Extrait du cadastre de 1830, le centre bourg de La Chapelle : le château, l'église et les douves.

L'église est située dans le département français de la Mayenne, dans le bourg de La Chapelle-Rainsouin. À l'origine chapelle du château elle est dans l'ancienne enceinte du bourg castral entouré de douves encore visible sur le cadastre de 1830.

Cette église de village hétérogène, romane, renaissance et néogothique suscite l'intérêt non seulement par certains de ses détails architecturaux comme les arcs renaissances de la chapelle nord mais aussi par la richesse et la variété de son mobilier avec plus de vingt-trois objets inscrits ou classés monuments historiques dont certains sans équivalent dans le département ou même dans la région,.

## Histoire et description

### Extérieur
L'église à l'origine est une nef unique orientée dotée d'un petit chœur à chevet plat plus étroit, datée probablement de la fin du XIe siècle-XIIe siècle, elle est mentionnée pour la première fois en 1125 dans le cartulaire de l'Abbaye Notre-Dame d'Évron sous le nom de Ecclesia Sancti-Sixti de Capella, une petite fenêtre romane sur le mur sud en est la trace. Les agrandissements et modifications ultérieurs sont liés à la générosité et à l'entreprise des seigneurs fondateurs.
Après avoir vu son chœur agrandi et éclairé par une grande baie axiale gothique bigéminée surmontée d'un quadrilobe au XIIIe siècle ou XIVe siècle, c'est entre 1404 et 1525 que René de la Chapelle, grande famille seigneuriale du Bas Maine, son fils Olivier de la Chapelle avec son épouse Arthuse de Melun agrandissent et embellissent l'église. D'abord une chapelle à vocation funéraire, chapelle dite de Montfroncher est construite au nord s'ouvrant sur la nef par un arc en anse de panier et sur le chœur par deux autres arcs ouvragés. Est accolée à celle-ci à l'est contre le mur nord du chœur une petite chapelle basse dite du sépulcre, s'ouvrant par une petite ouverture en plein cintre sur la chapelle Montfroncher, destinée à accueillir le groupe sculpté de la mise au tombeau. Au sud du chœur, une chapelle seigneuriale, voûtée de pierre, moins longue et moins profonde que la chapelle nord, permet d'assister aux offices sans contact avec les occupants de la nef.
Au début du XVIIIe siècle la famille Leprestre après avoir acquis la seigneurie consolide l'église mais contribue surtout à la décoration et au mobilier intérieur.
À la fin du XIXe siècle et au début du XXe siècle la famille Vaujuas-Langan, après avoir acquis et reconstruit le Château de Bailly en style néogothique, restaure l'église sous la direction de l'architecte Louis Garnier la dotant d'une tour clocher carrée surmontée d'un beffroi-flèche octogonal couvert de zinc accotée au nord de la nef. La façade orientale est refaite, la nouvelle porte est surmontée d’une baie gothique flamboyante, des gargouilles sont ajoutées dans le style Viollet-le-Duc.
Le cimetière situé autour de l'église est transféré en 1819 route de Vaiges, une croix tombale de la fin du XVIIe siècle en granite est placée à côté de la porte.
L'inventaire est réalisé le 7 mars 1906 après que deux portes aient été enfoncées.

### intérieur
À l'entrée dans la nef par la porte principale peu d'éléments rappellent l'église romane, les lambris de la nef, la peinture des murs avec faux appareil et motifs au pochoir, fleurettes, soleil, fleur de lys, dauphin datent de la restauration de la fin du XIXe siècle. les litres seigneuriales sur lesquelles on remarque les armoiries des Gaignon de Villaines, des Le Prêtre, des Bailly, des L'Escalopier, sont rétablies sans la bande noire les reliant, elles avaient disparu sous une épaisse couche de chaux en 1779; une poutre de gloire surmontée d'un calvaire est installée après l'élargissement de l'arc triomphal, les tirants décorés de dragons engoulants et de vignes sont repeints, ils datent de la réfection de la charpente par Olivier de la Chapelle au débit du XVIe siècle.
Les vitraux sont signés du maître verrier Auguste Alleaume et datent de la restauration de la fin du XIXe siècle et du début du XXe siècle,,,,, seule la rose de la baie nord de la chapelle nord réutilise des éléments d'une nativité du XVIe siècle,.

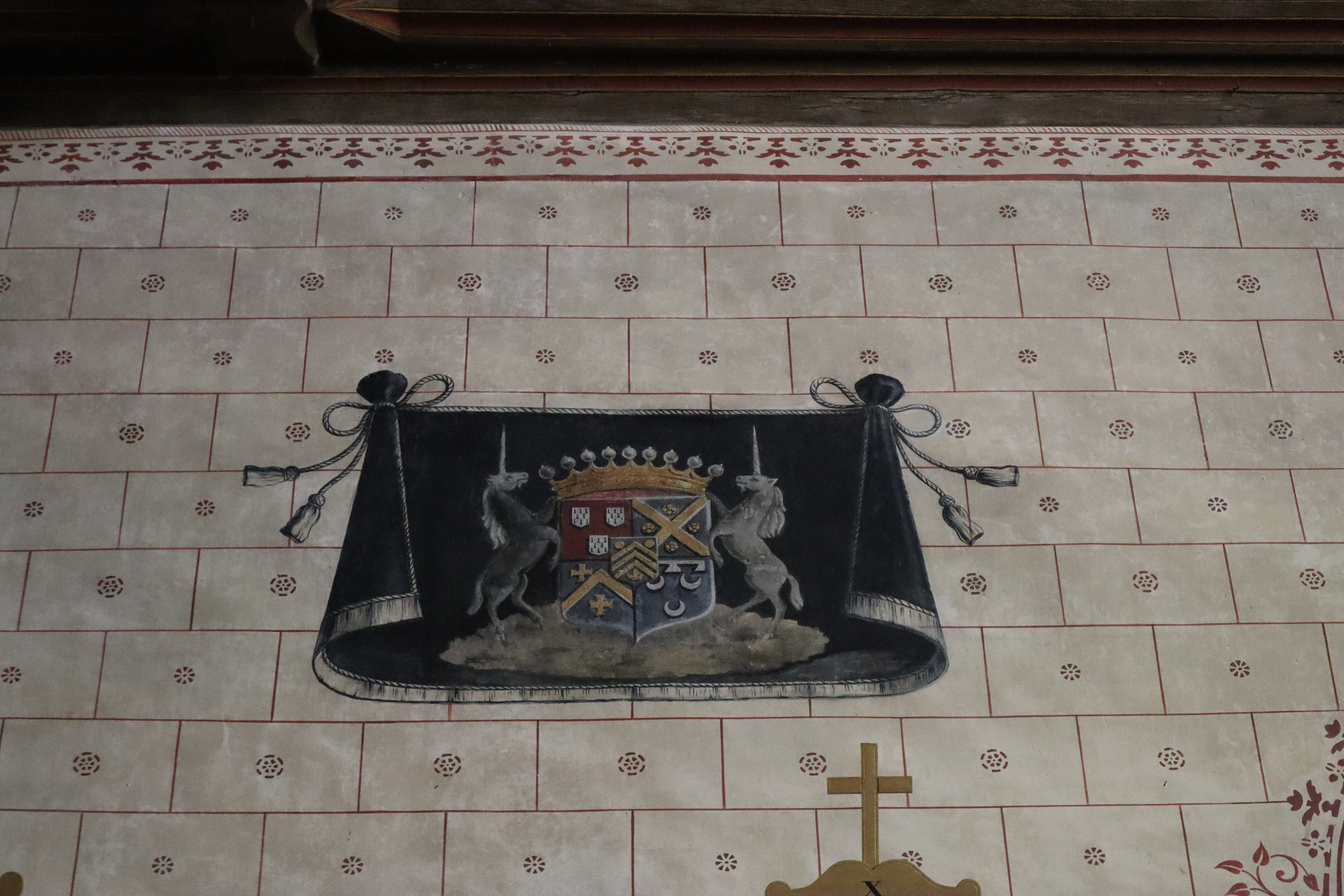
Élément de la litre seigneuriale et peinture murale de la nef.
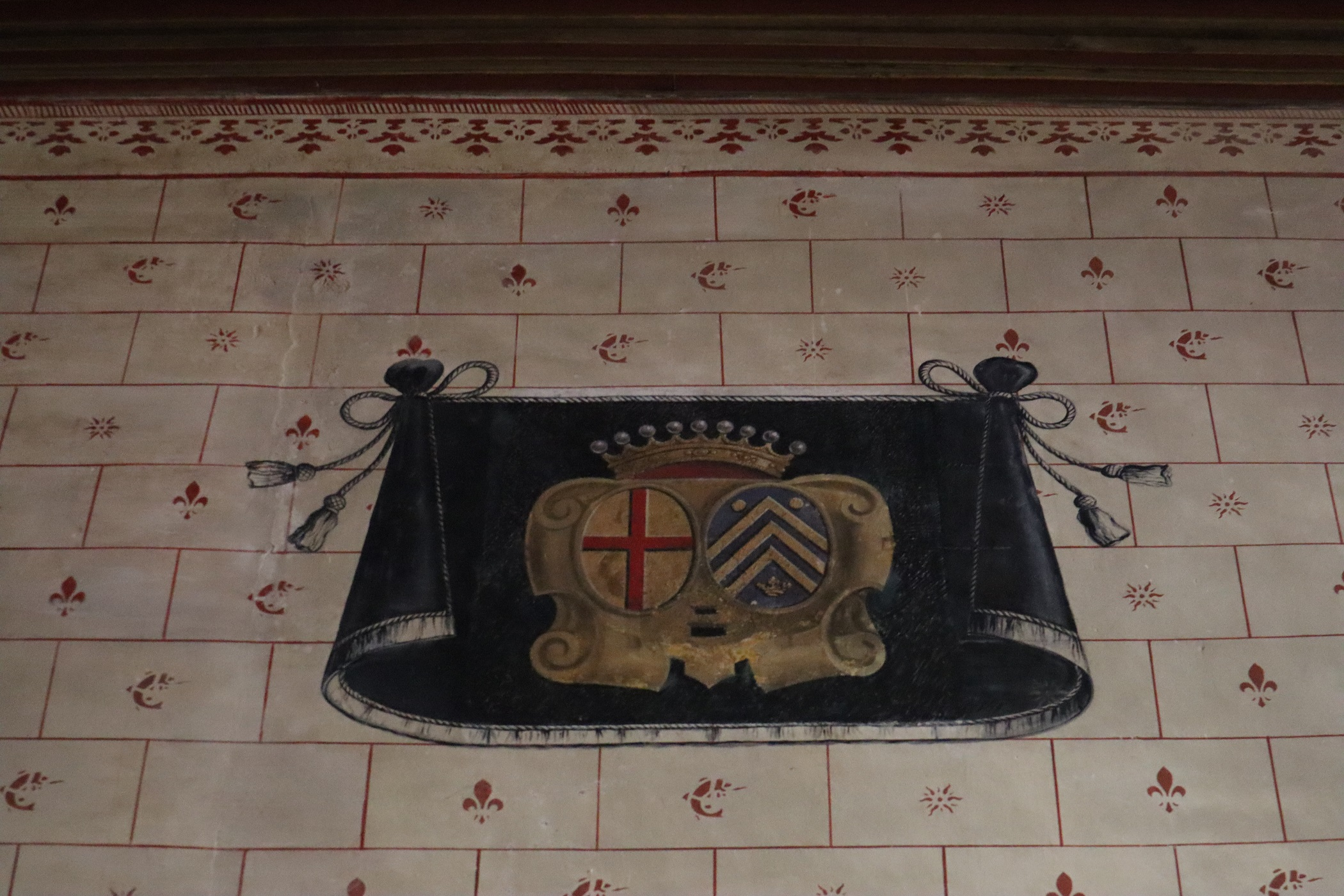
Élément de la litre seigneuriale et peinture murale de la chapelle nord.
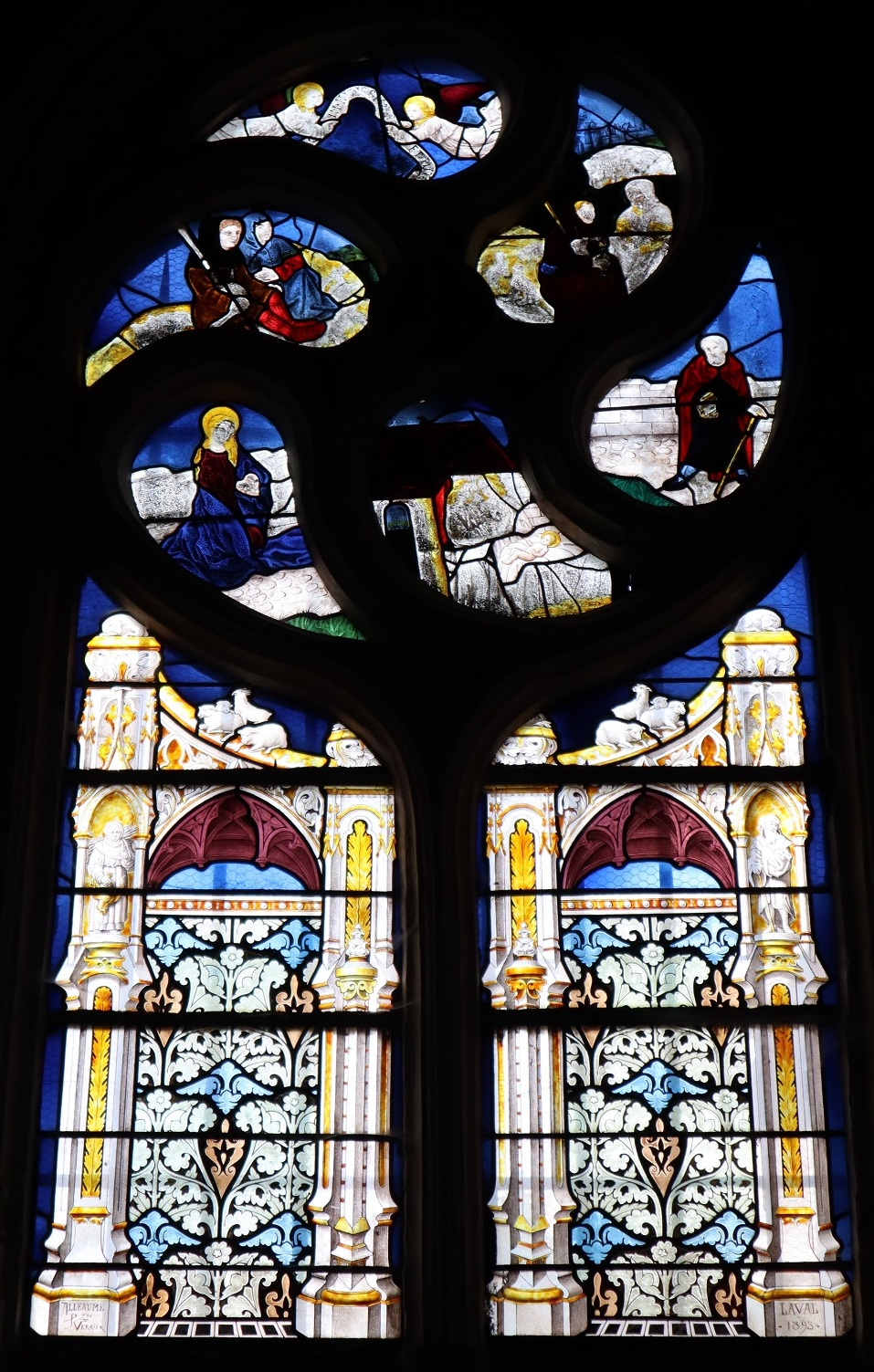
Éléments de vitrail de la nativité du XVIe siècle chapelle nord.
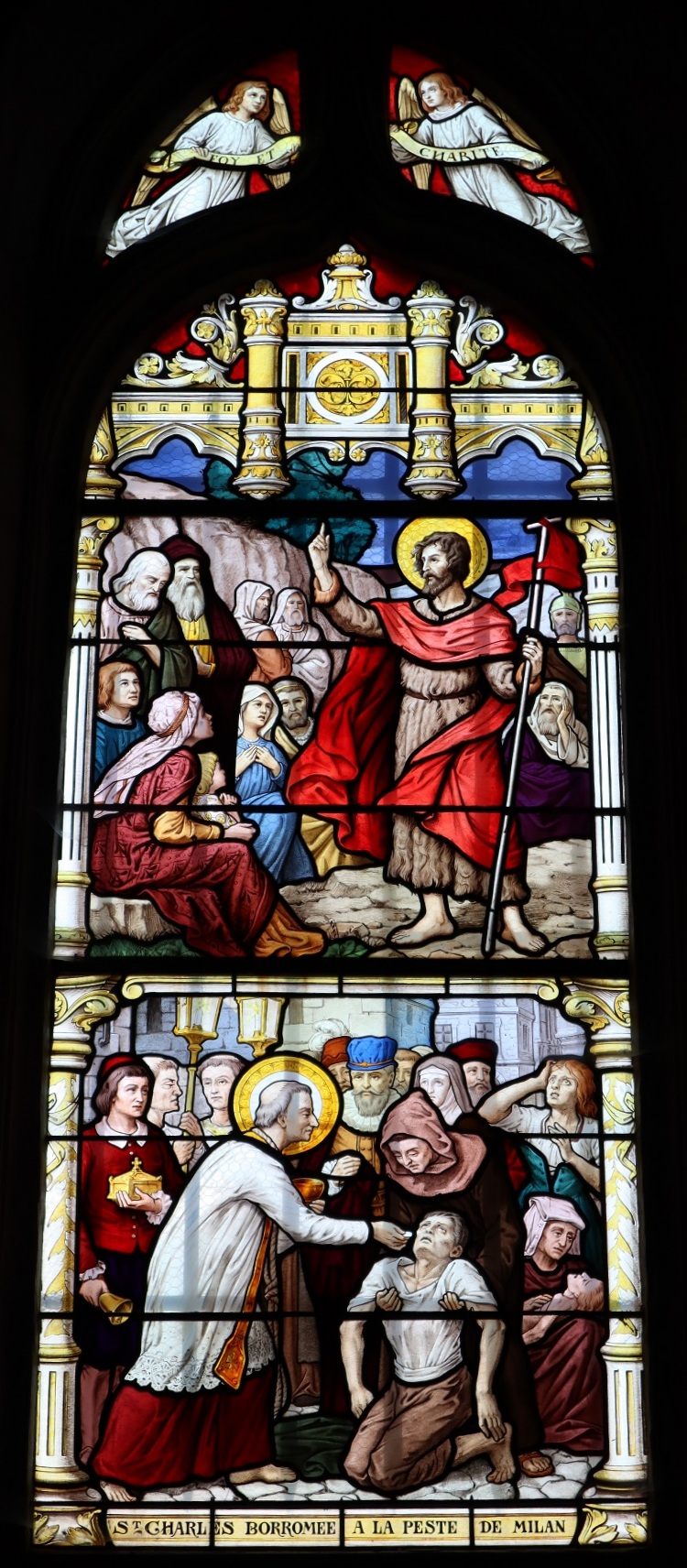
Jean Baptiste, saint Charles Borromée et la peste de Milan. Auguste Alleaume.
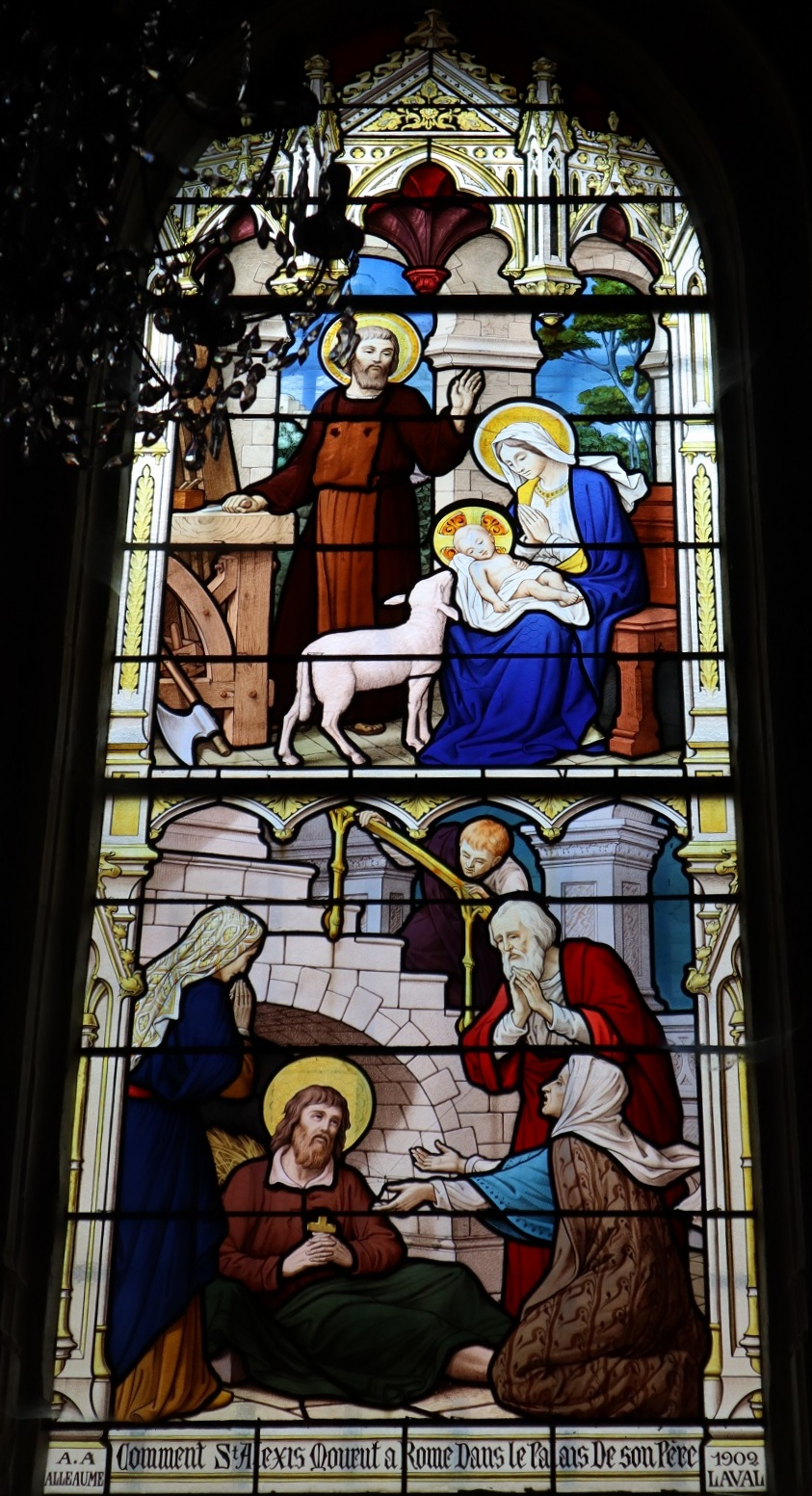
Mort de saint Alexis, La sainte famille. Auguste Alleaume.

#### Retables
Dans l'axe s'impose le retable principal au fond du chœur encadré des deux retables latéraux devant le chœur de même facture. Ce sont des retables angevins dont le style a succédé aux retables lavallois; réalisés en 1701 par le retablier François Trouillard architecte et sculpteur de Château-Gontier ; commandés par Anne Leprestre, le seigneur, ces travaux sont cofinancés par le curé, le chapelain et Renée Bouju veuve de Pierre Le Maignan juge-magistrat au présidial du Mans ; celle-ci commande au sculpteur une épitaphe gravée dans un marbre noir encadré de calcaire sculpté, celle-ci est visible sur le mur sud de la nef.
Le retable architecturé du maître-autel avec colonnes de marbre et calcaire sculpté présente au premier niveau, encadrant un tableau de descente de croix, deux statues dans leur niche saint Mammes et saint Pierre, au-dessus au centre la statue de saint Sixte encadré de médaillons ; les statues sont en terre cuite peinte.
Les deux retables latéraux sont situés en avant du chœur appuyés à l'arc triomphal, de façon symétrique chacun est constitué d'un corps unique et de deux niveaux avec colonnes de marbre en bas et pilastres en haut, celui au nord est dédié à l'éducation de la Vierge avec une statue de sainte Anne avec la Vierge enfant et en haut une Vierge à l'Enfant. Celui côté sud est dédié à saint Sébastien, avec statue de saint Sébastien en bas et de saint Étienne en haut.

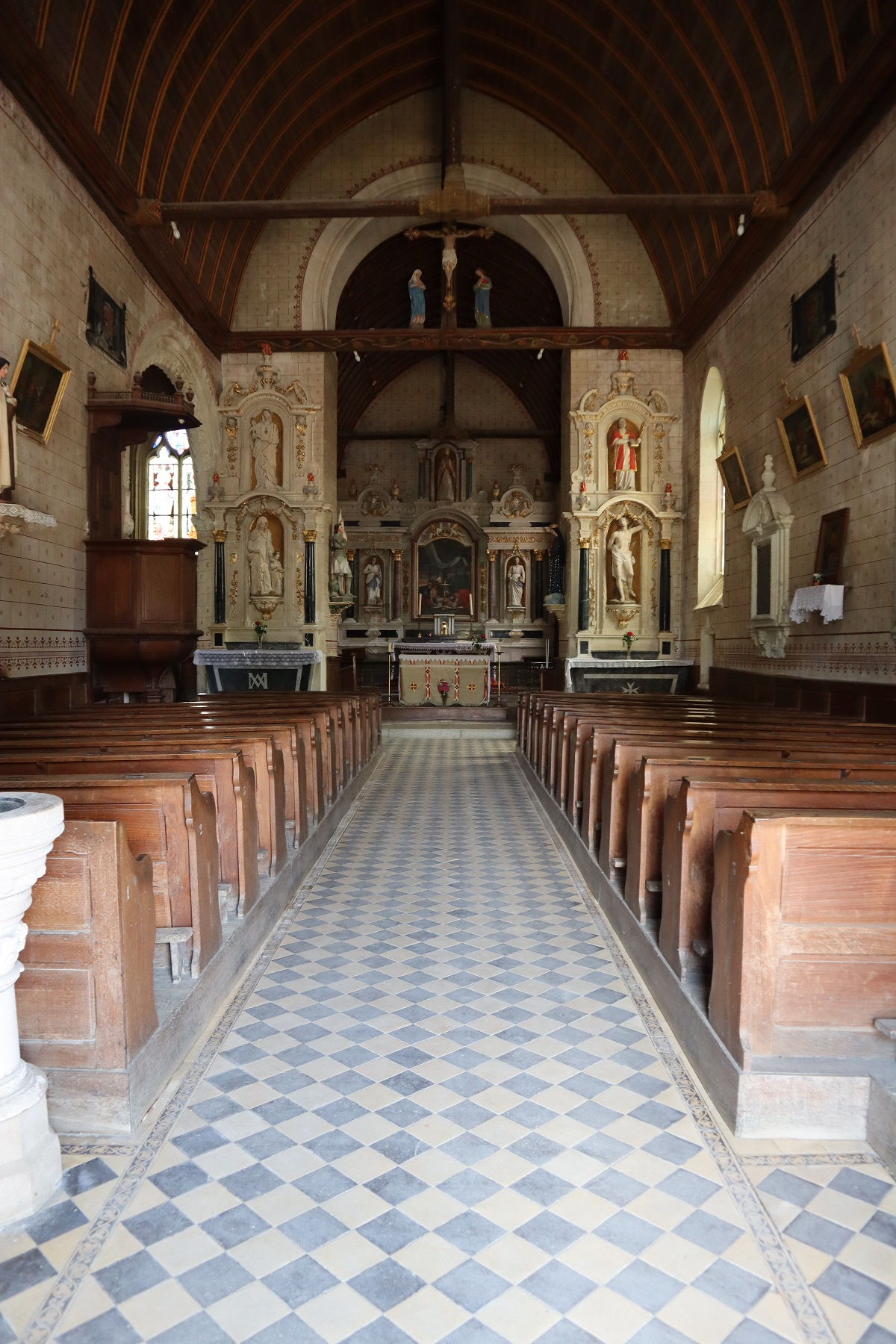
Les trois retables vus de la nef.
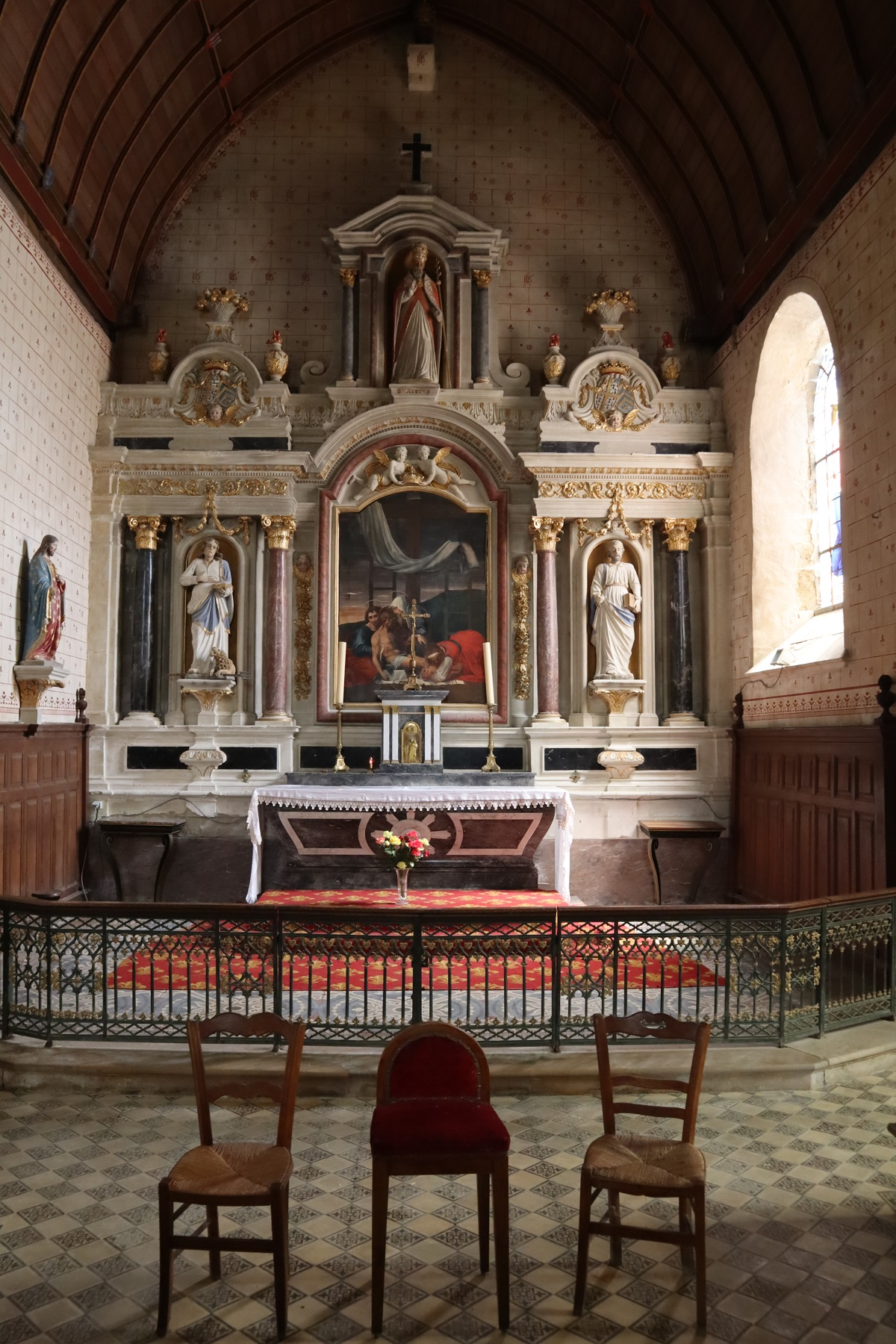
Retable du maître-autel.
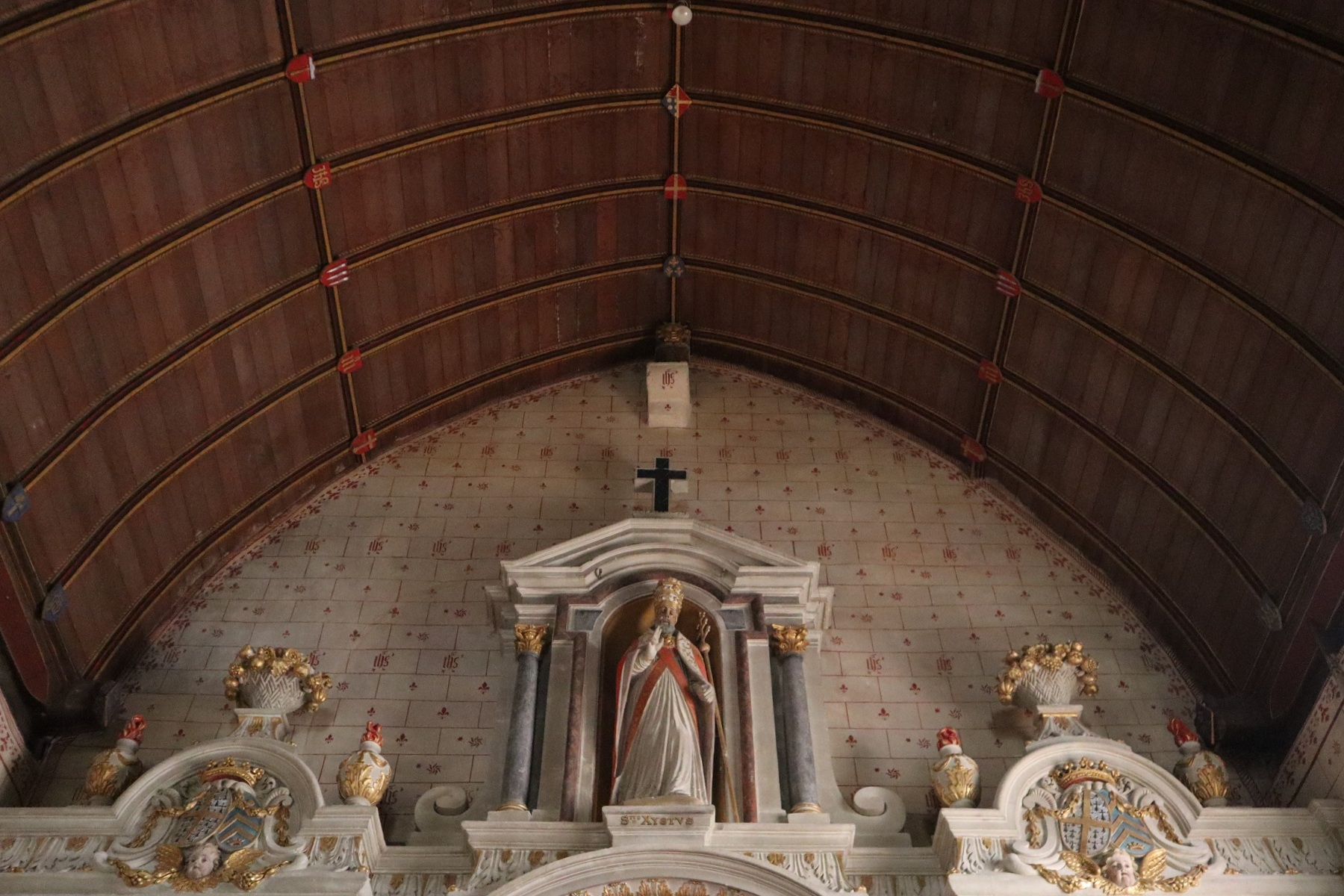
Haut du retable et saint Sixte le patron de l'église.
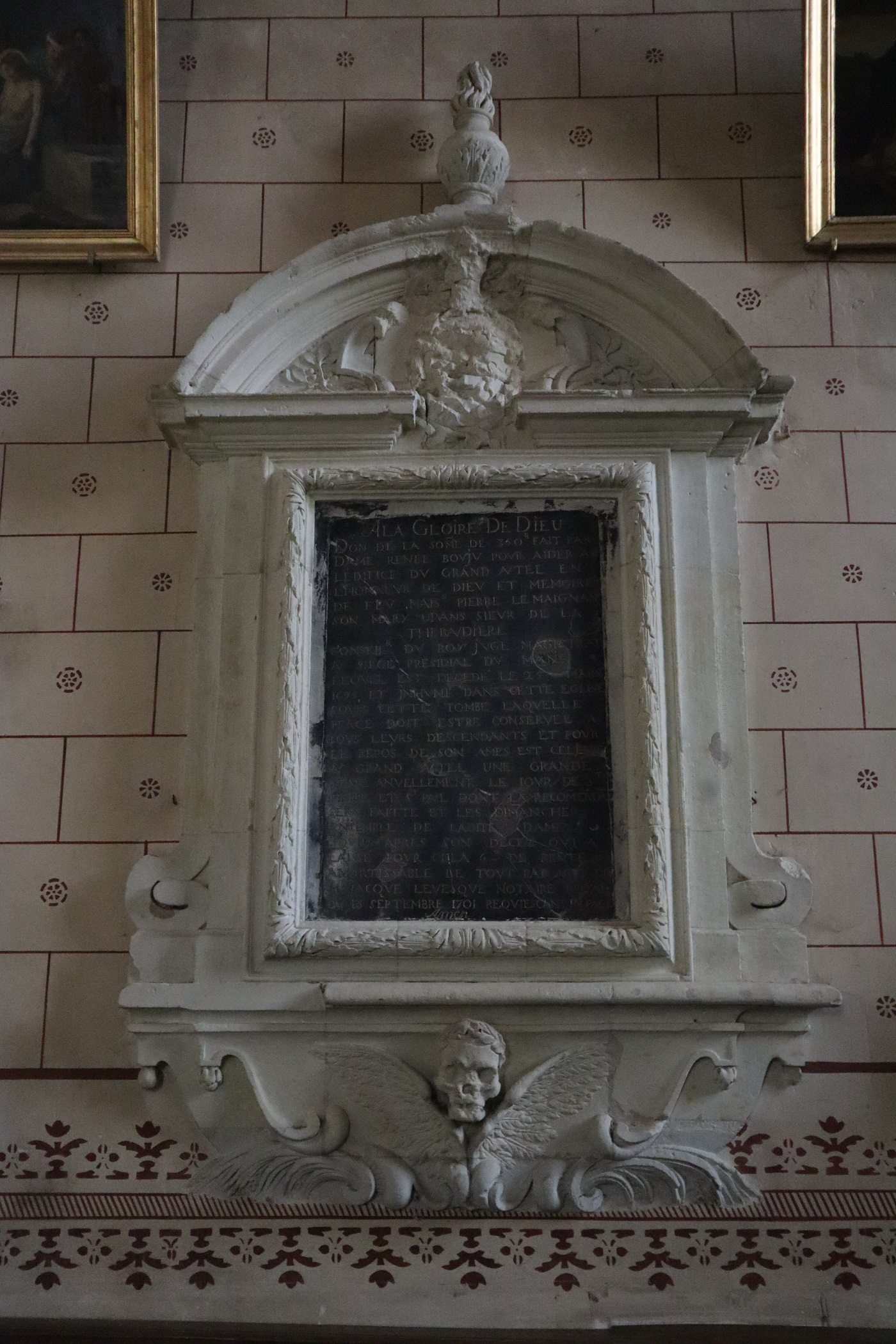
Épitaphe de Renée Bouju donatrice par Trouillard sculpteur des retables.
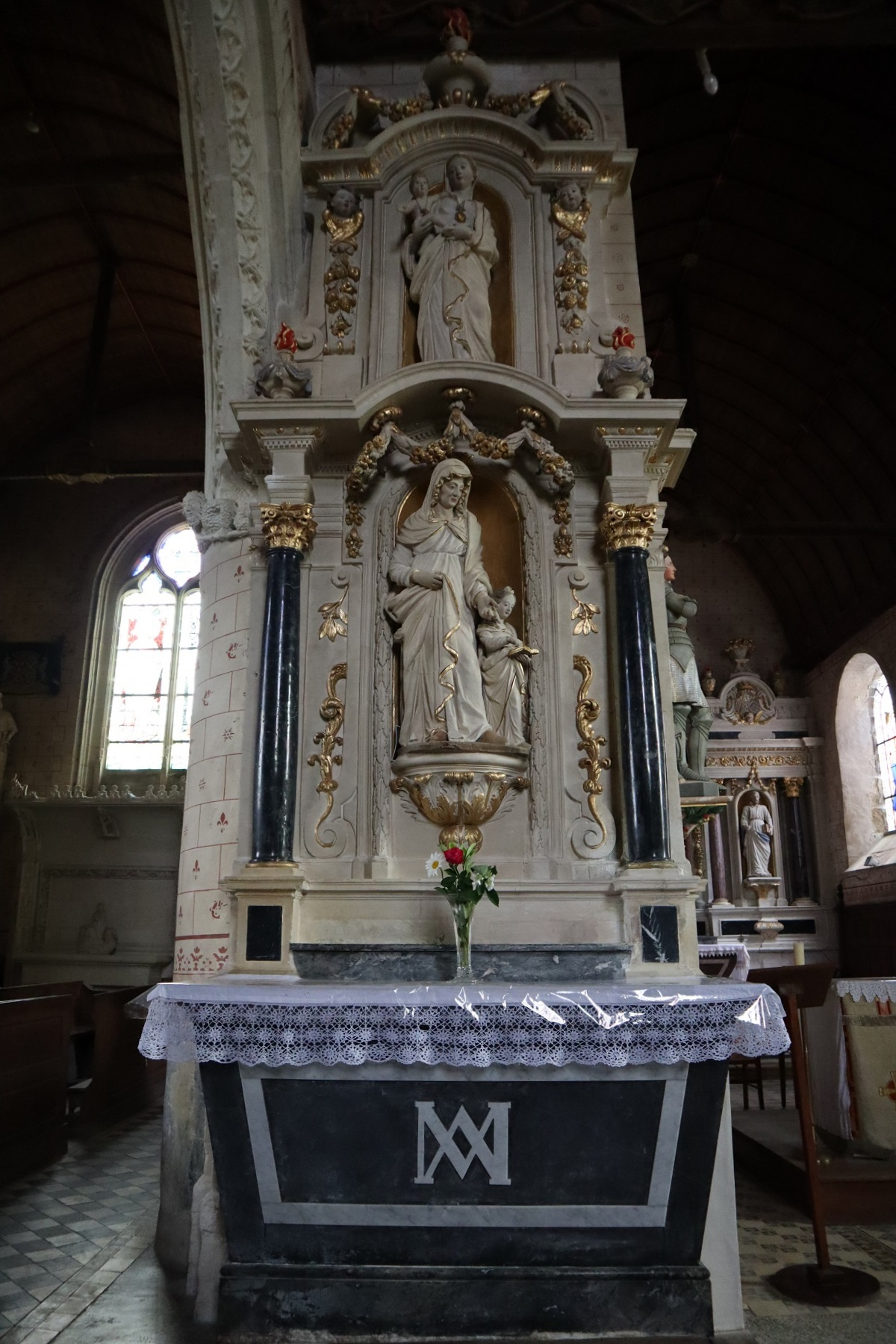
Retable de l'éducation de la Vierge.
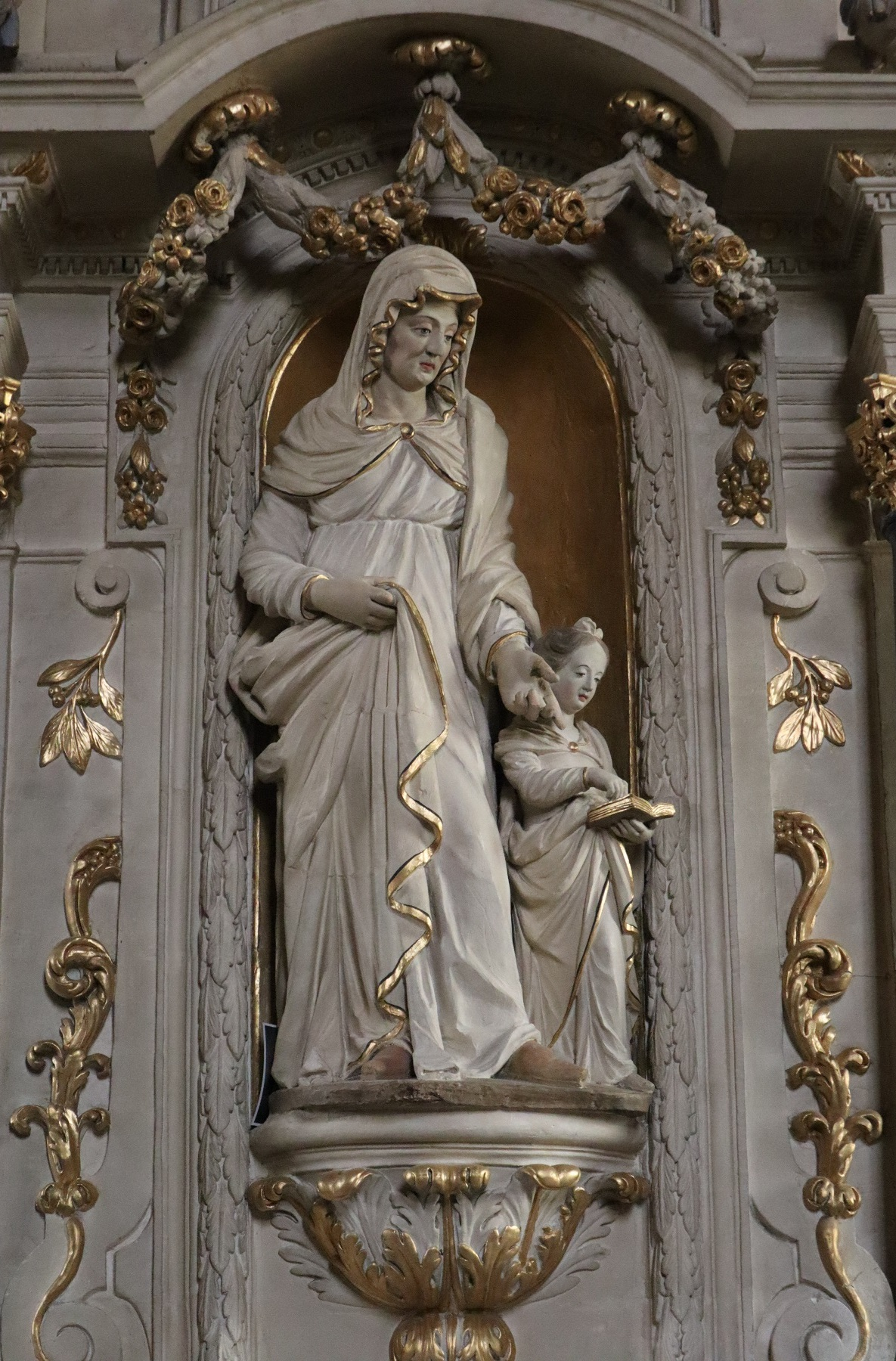
Sainte Anne et la Vierge enfant.
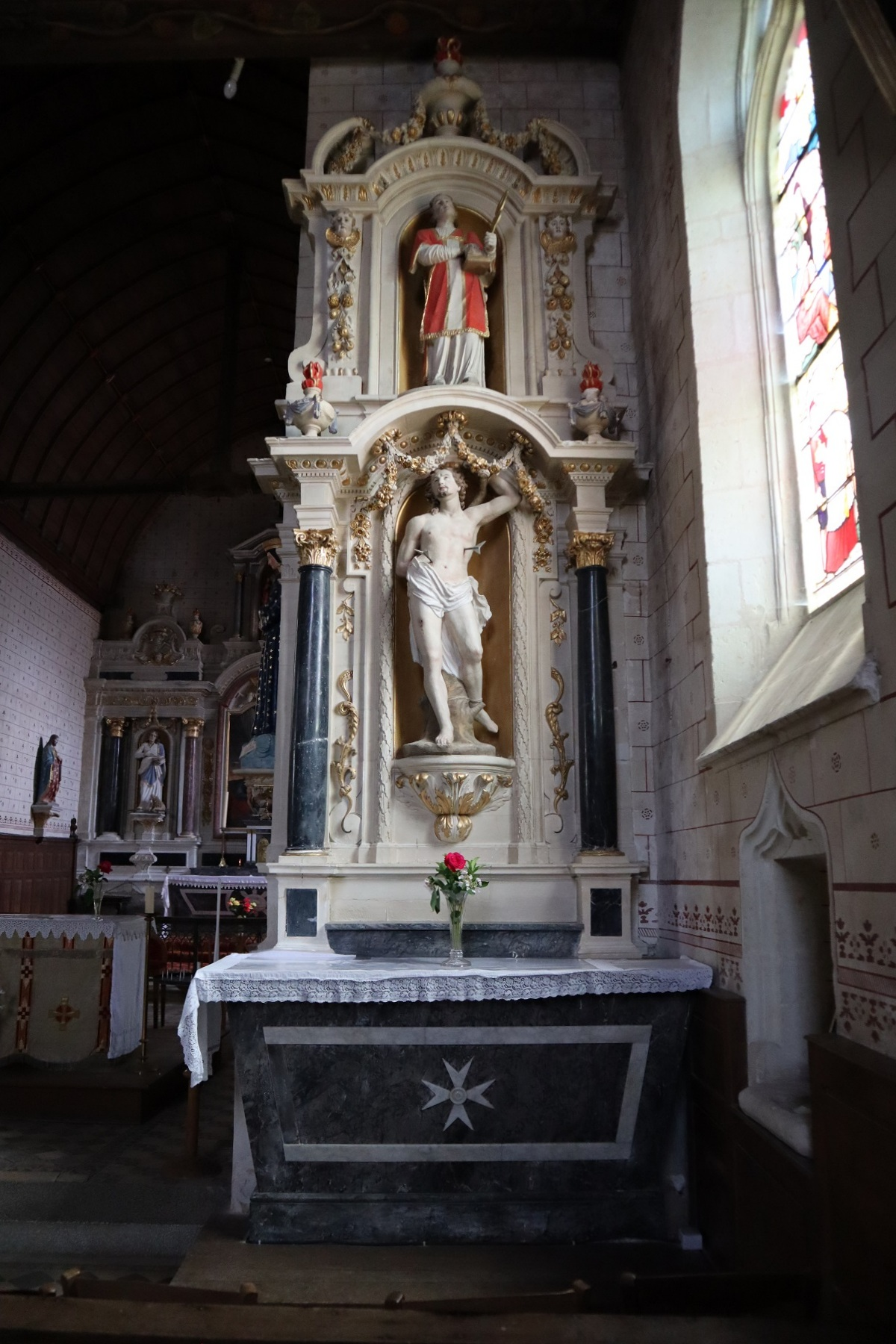
Retable de saint Sébastien.
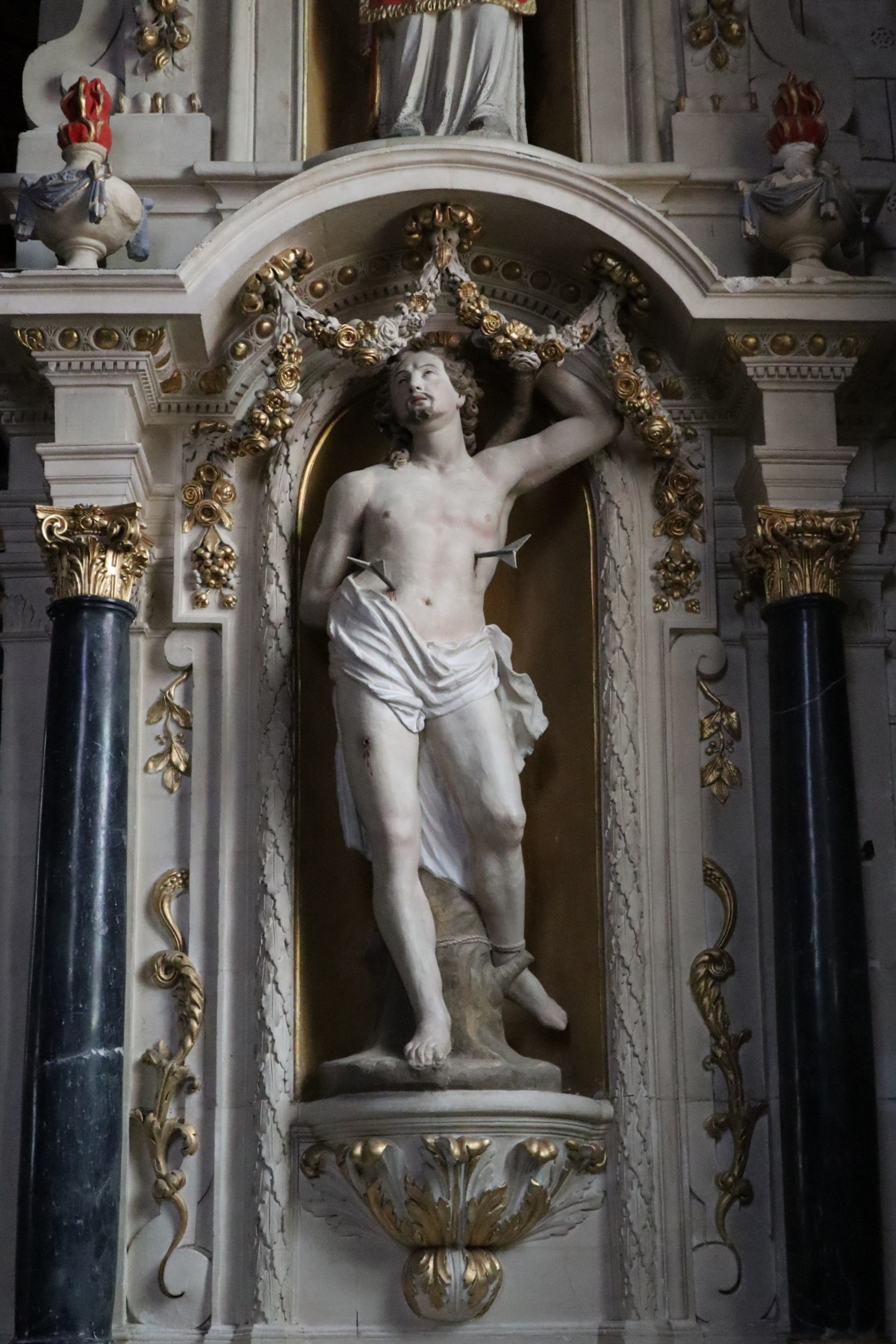
Saint Sébastien.

#### Les trois chapelles
Elles sont toutes les trois construites, en même temps que la flèche en charpente au-dessus de l'arc triomphal remplacée au XIXe siècle par la tour-clocher, au cours des transformations du début du XVIe siècle décidées par René puis Olivier de la Chapelle et surtout sa femme Arthuse de Melun.
La chapelle nord, la plus grande, dite aussi de Montfronchet ou Notre-Dame de Pitié, s'ouvre sur la nef par une grande arcade ouvragée et sur le chœur par deux autres arcades en plein cintre, les piliers et les arcades sont en calcaire blanc ouvragé. la voûte est en charpente lambrissée. Elle est à vocation funéraire mais le caveau seigneurial est fouillé en 1896 en vain, les deux plates-tombes qui recouvraient le caveau et reposaient sur quatre lions assis sont fixés depuis 1821 au mur sud de la chapelle, en marbre gravé recouvert de poix noir et rouge comblant les creux elles représentent le portrait en pied d'Olivier de la Chapelle mort en 1507 dont le visage en relief a été martelé et de son épouse Arthuse de Melun 1526. Elles sont attribuées à Gervais Duval sculpteur au Mans qui signe ou qui est crédité d'autres sculptures de la même époque commanditées par Arthuse de Melun,,. L'autel de la chapelle en calcaire blanc très ouvragé avec retable et contre retable formant baldaquin dans la même pierre porte le nom de Notre Dame de Pitié et date de la même époque, sa statuaire originale a disparu; cette œuvre sans équivalent est attribuée à Gervais Duval,. Plusieurs statues ornent la chapelle, certaines portent les armes d'Arthuse de Melun: saint Nicolas mutilé, les enfants ont disparu, saint Denis portant les armes d'Arthuse de Melun, allusion probable à son père décapité par Louis XI, un saint évêque, une sainte, sainte Marguerite aujourd'hui sur l'autel de la chapelle, sainte Barbe portant les armes d'Olivier de la Chapelle, une Vierge de pitié avec un angelot soutenant la tête du Christ ; toutes ces statues en calcaire blanc sans polychromie sont de la même époque et peut-être du même artiste.

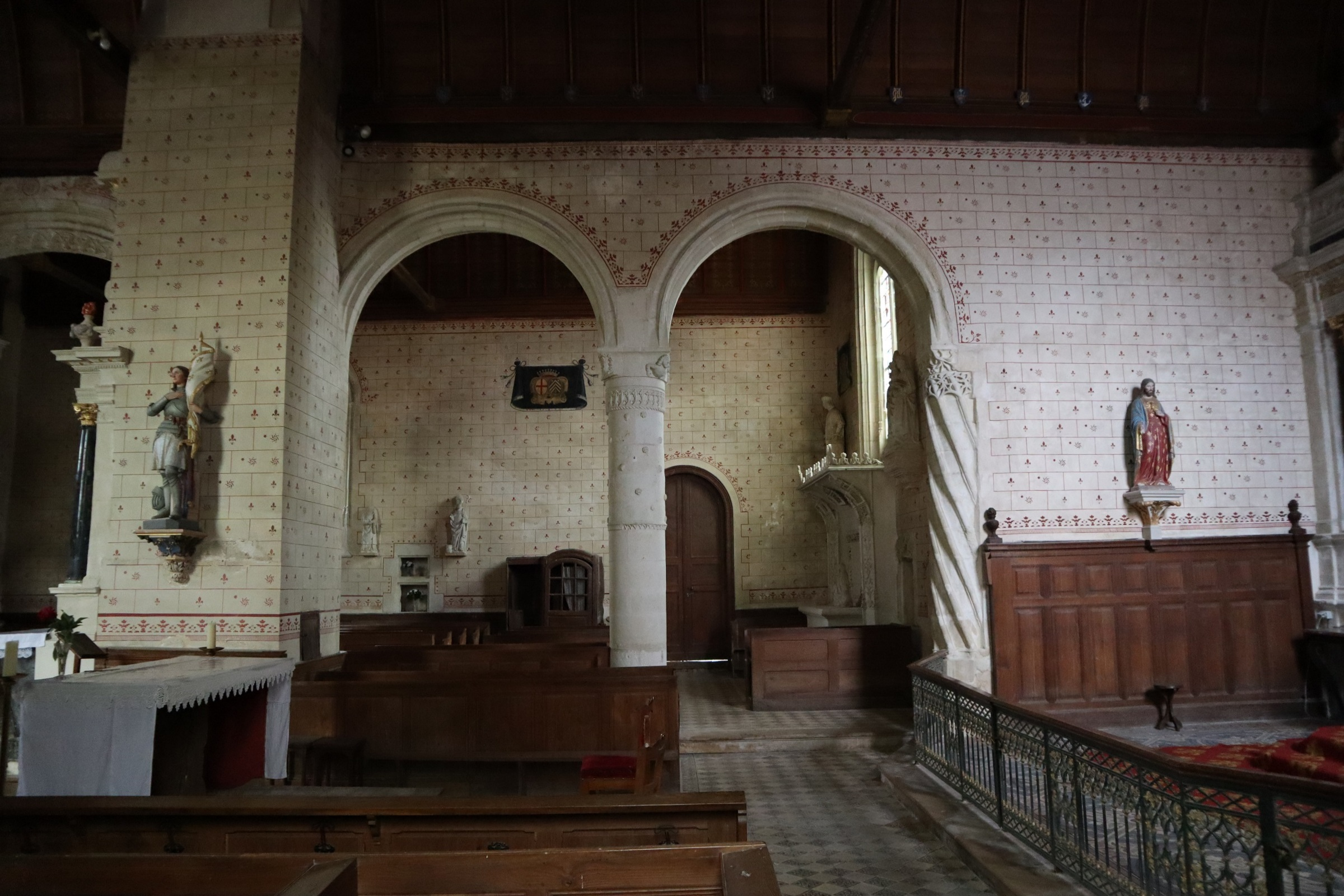
Arc de communication avec le chœur.
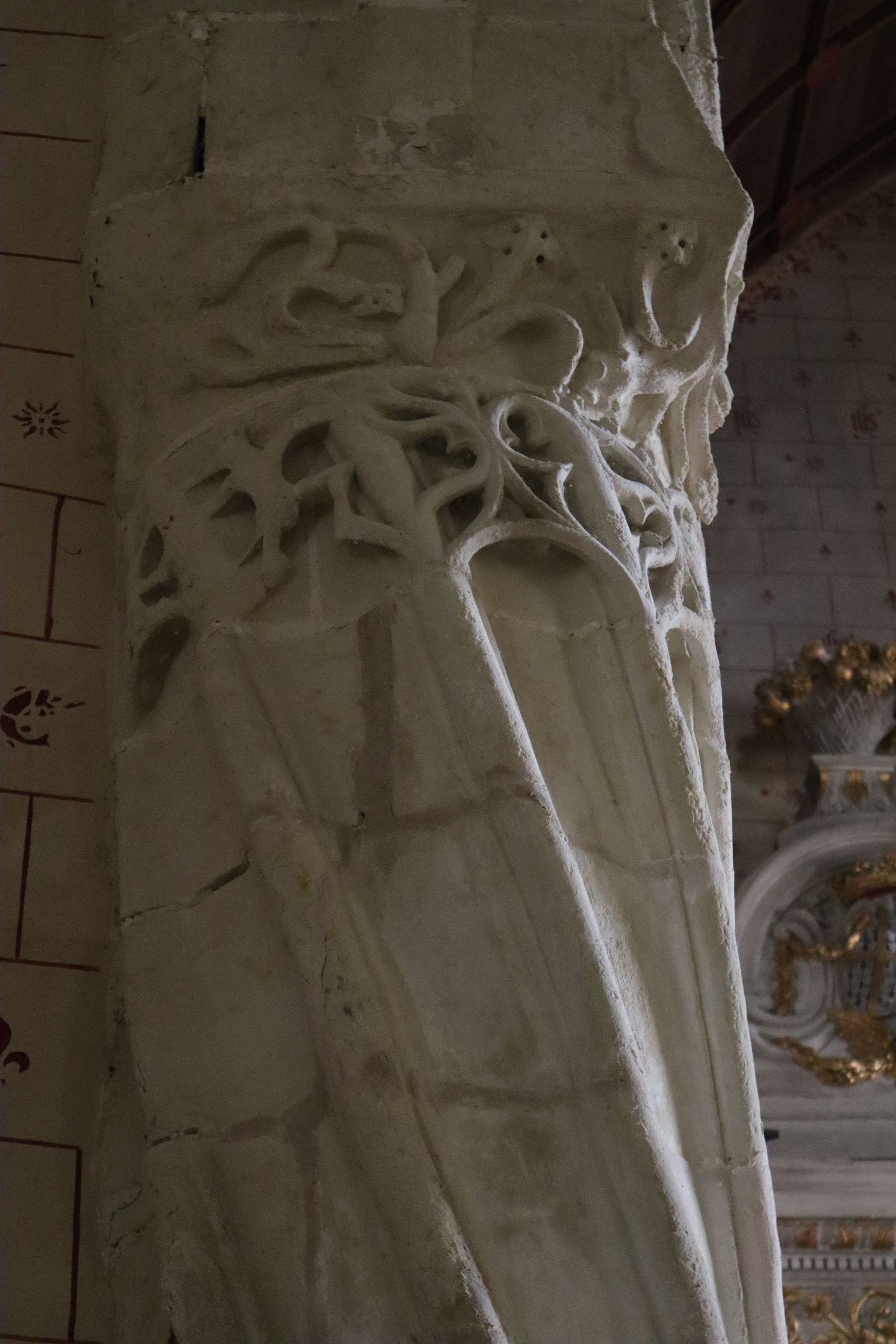
Pilier de l'arc de communication avec le chœur.
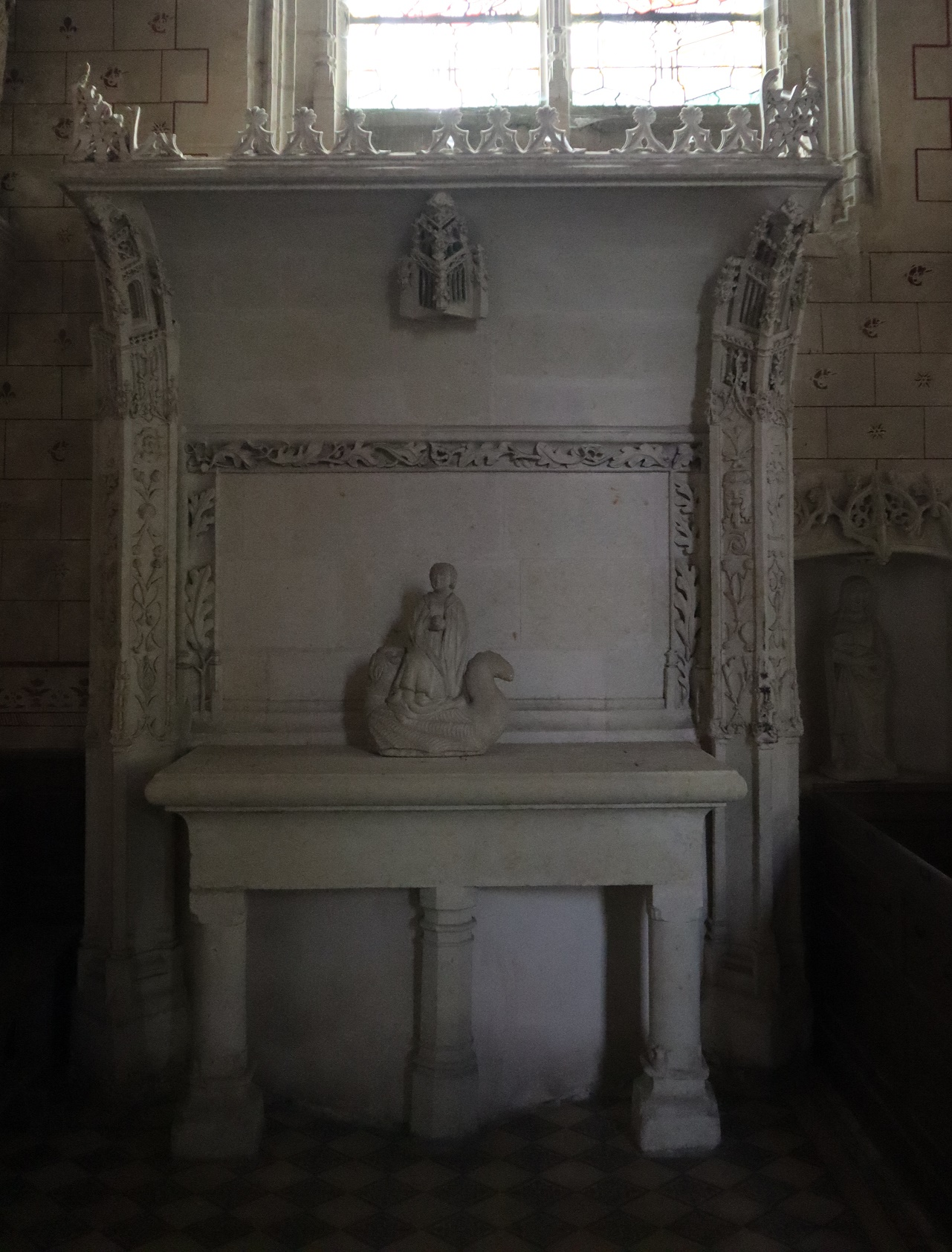
Autel Notre-Dame-de-pitié.
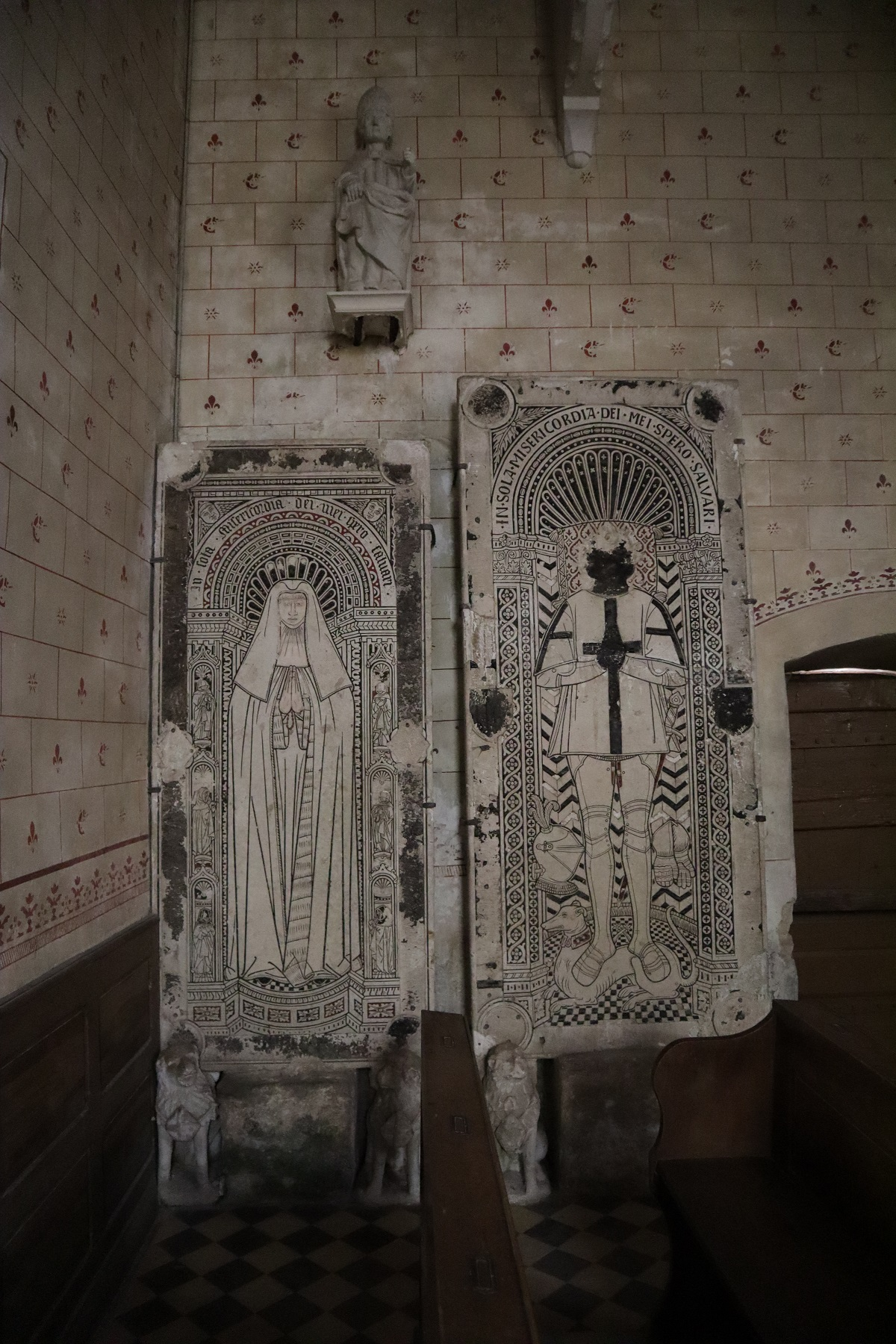
Plates-tombes d'Arthuse de Melun et d'Olivier de la Chapelle.
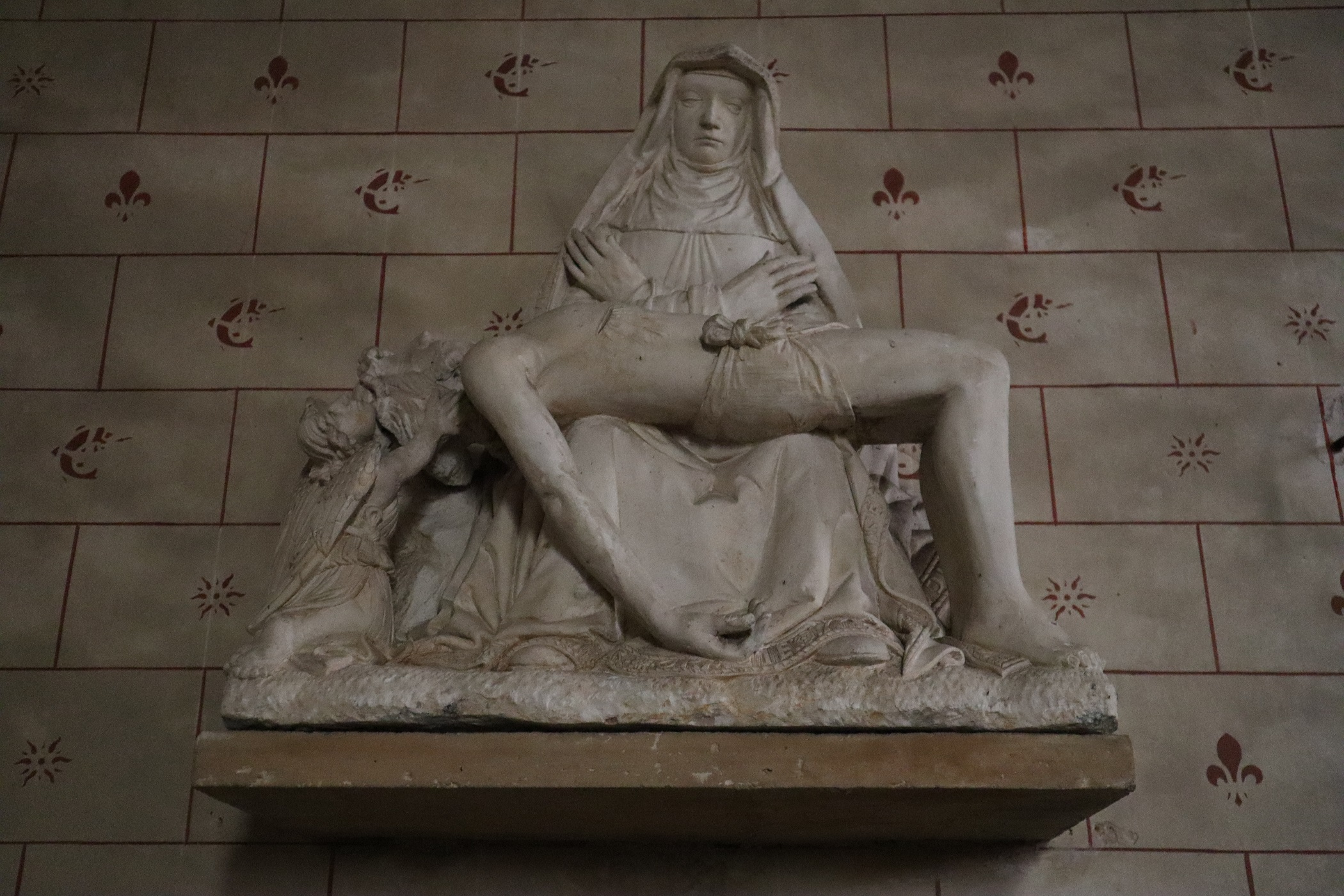
Notre-Dame-de-pitié.

La deuxième chapelle dite du Sépulcre est fondée par Arthuse de Melun après son veuvage. Située sur le côté nord du choeur, l'accès se fait par une ouverture basse en plein cintre dans le mur oriental de la chapelle nord. Construction basse éclairée par une petite lucarne elle est voûtée d'ogives à liernes sans pilier, les arcs reposent sur des culs-de-lampe représentant des anges porteurs des attributs de la Passion, la voûte est remontée à l'identique en 1841. Elle abrite un ensemble sculpté en ronde bosse de pierre polychrome avec huit personnages représentés en taille réelle, une mise au tombeau datée de 1522. On y retrouve les huit statues traditionnelles, le corps du christ sur son linceul est tenu par deux juifs du sanhédrin, Joseph d'Arimathie riche notable et Nicodème le Pharisien respectivement à la tête et aux pieds du supplicié, derrière se tiennent les trois saintes femmes, les trois Maries, et la Vierge avec saint Jean le consolateur en arrière. Le groupe sculpté en calcaire polychrome est probablement remonté et repeint au XIXe siècle; la date de 1522 inscrite sur un manteau confirme que la commanditaire est Arthuse de Melun, certains reconnaissent le visage de la donatrice sur une des trois saintes femmes. L'histoire locale rapporte que les pilleurs révolutionnaires à la vue du groupe sculpté prirent peur le sauvant de la destruction. Cette représentation polychrome qui connait son apogée au XVIe siècle est unique dans le département,,.

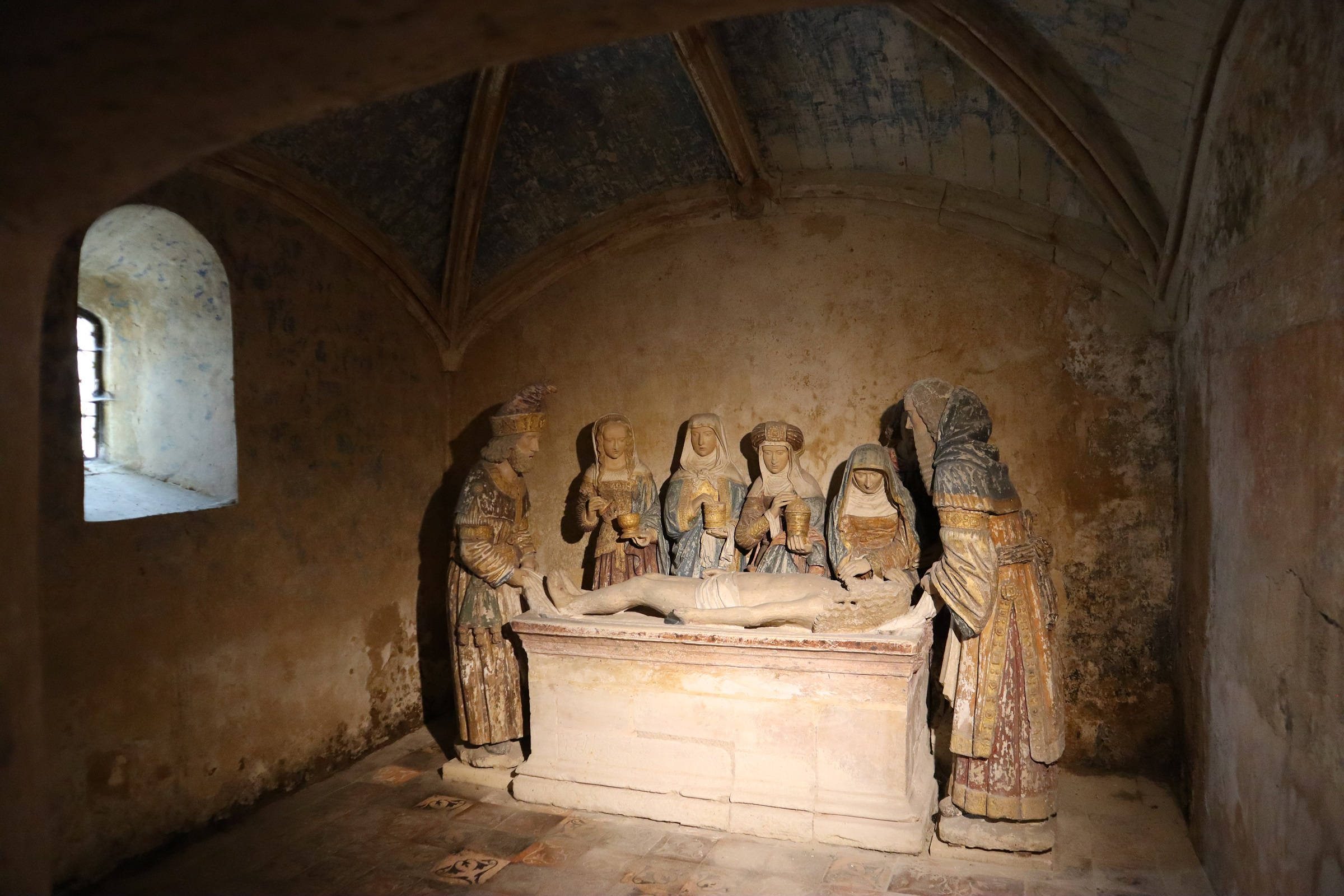
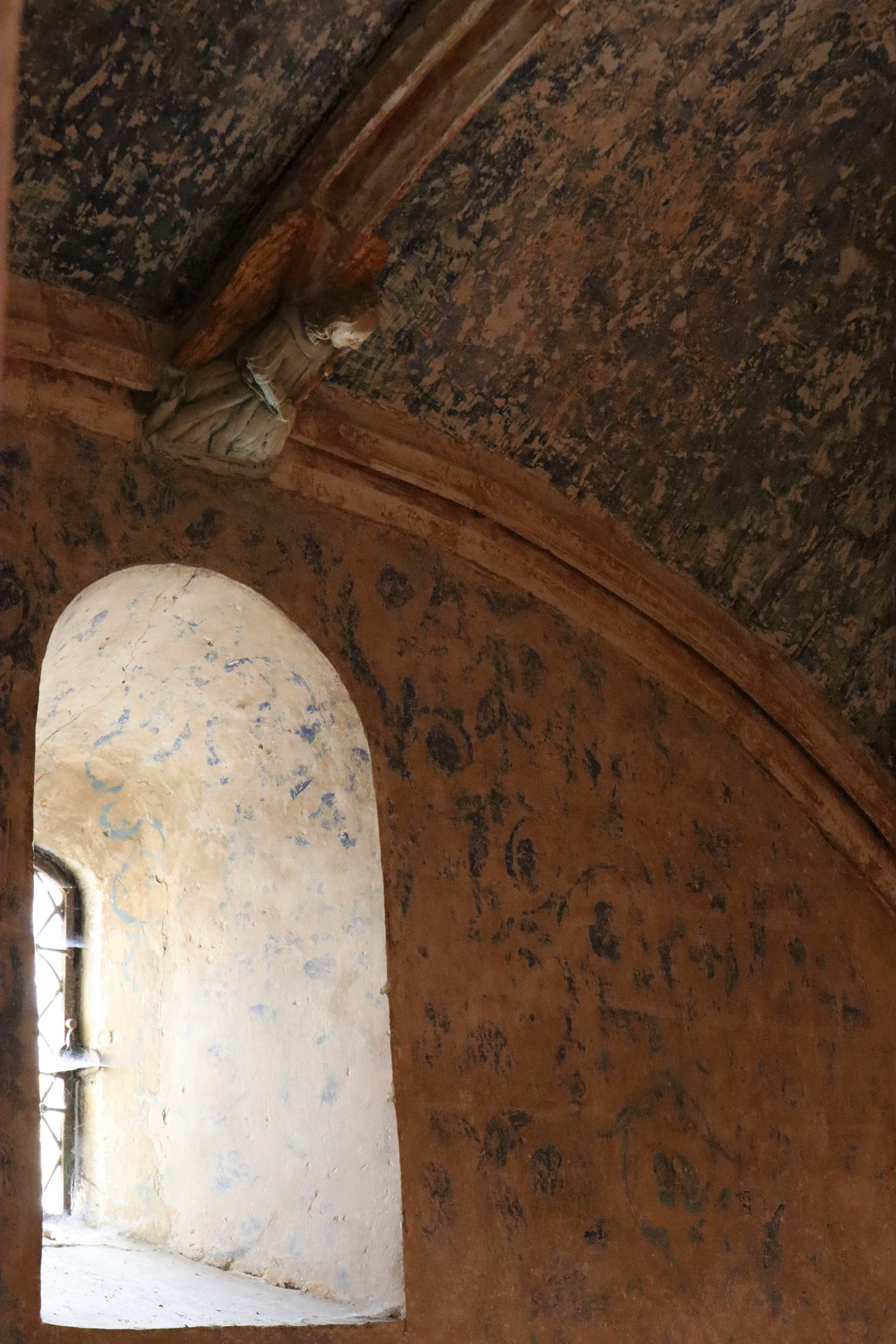
Lucarne, ange et lierne.
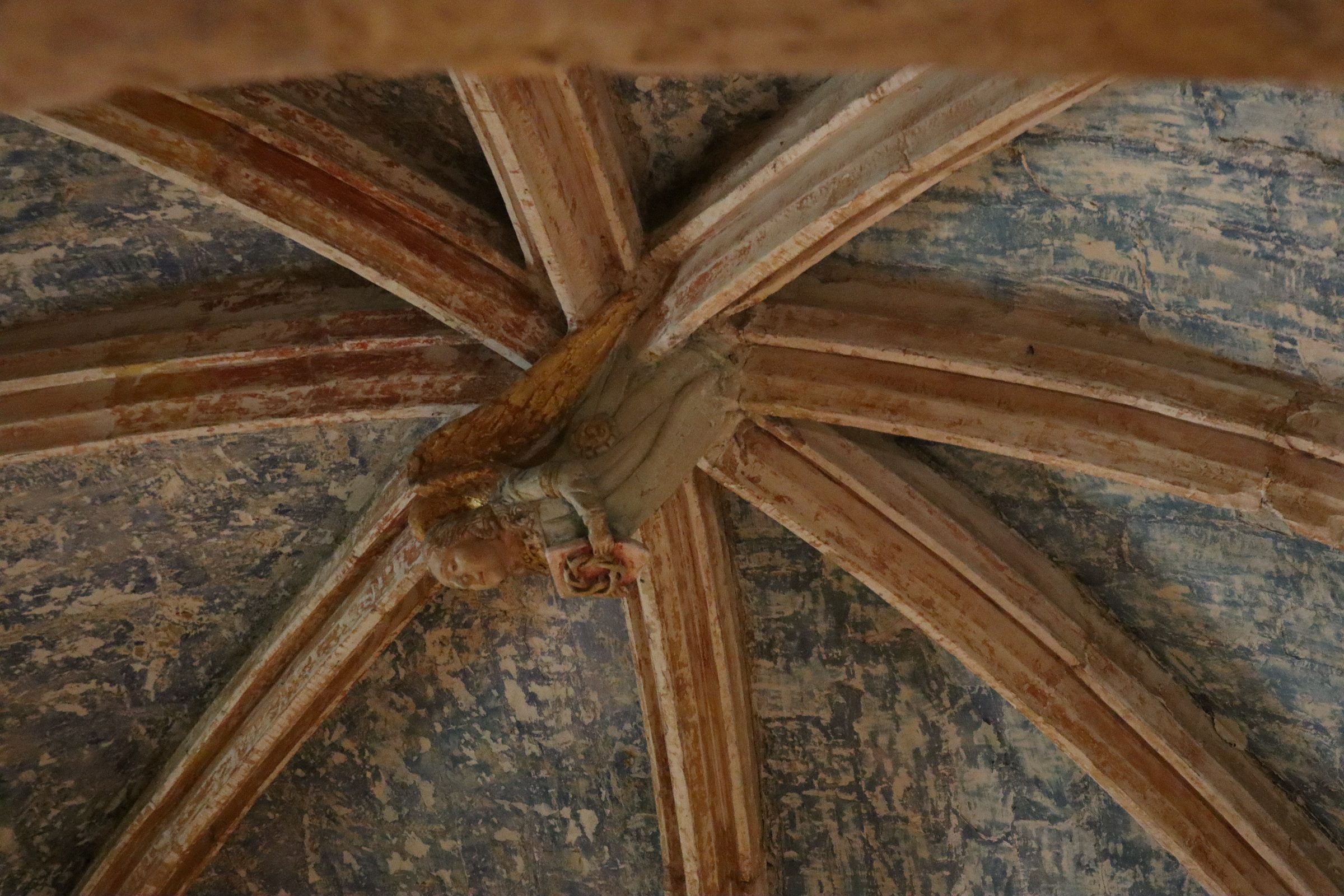
Clé de voûte à la couronne d'épine.
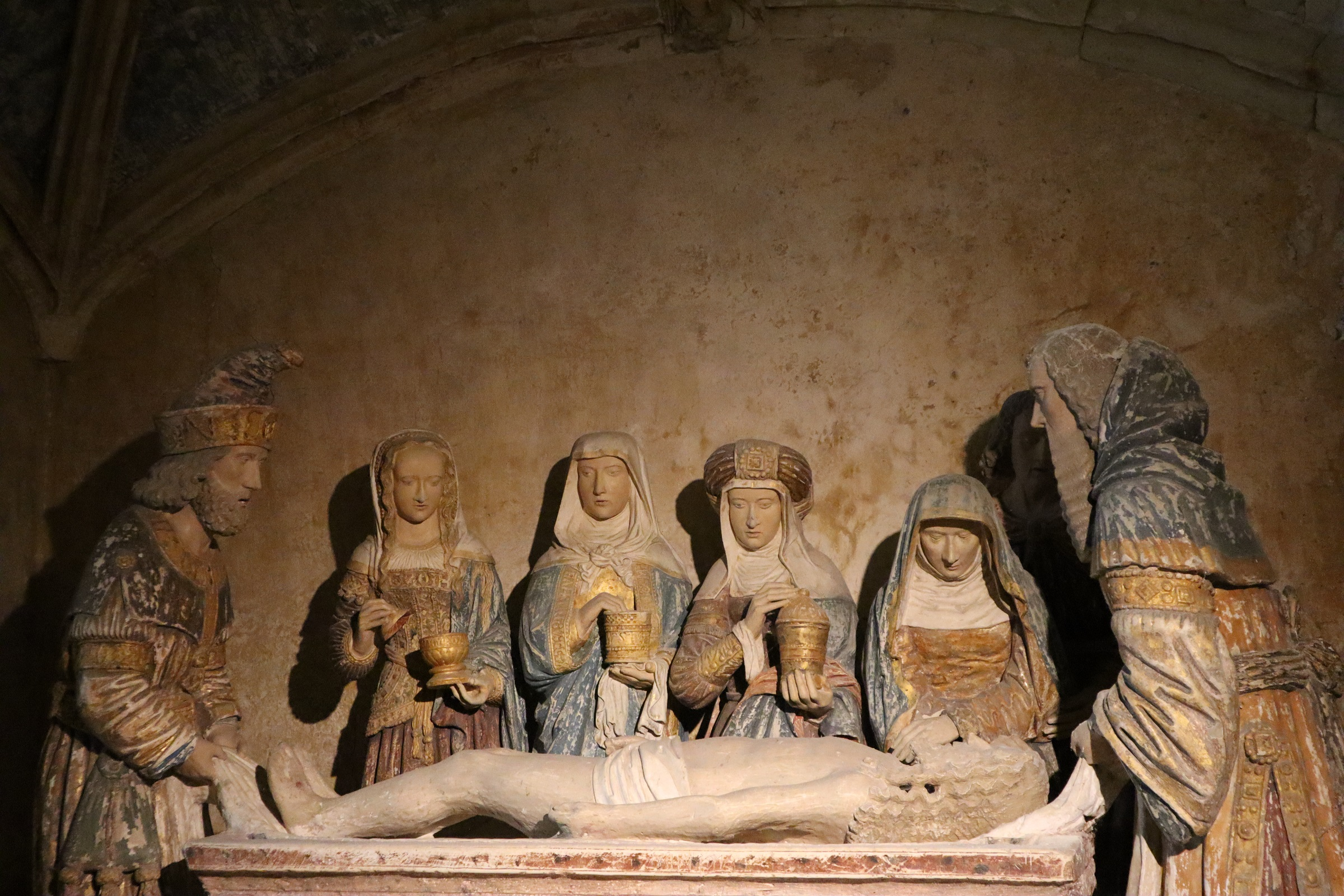
Mise au tombeau et ses huit personnages.
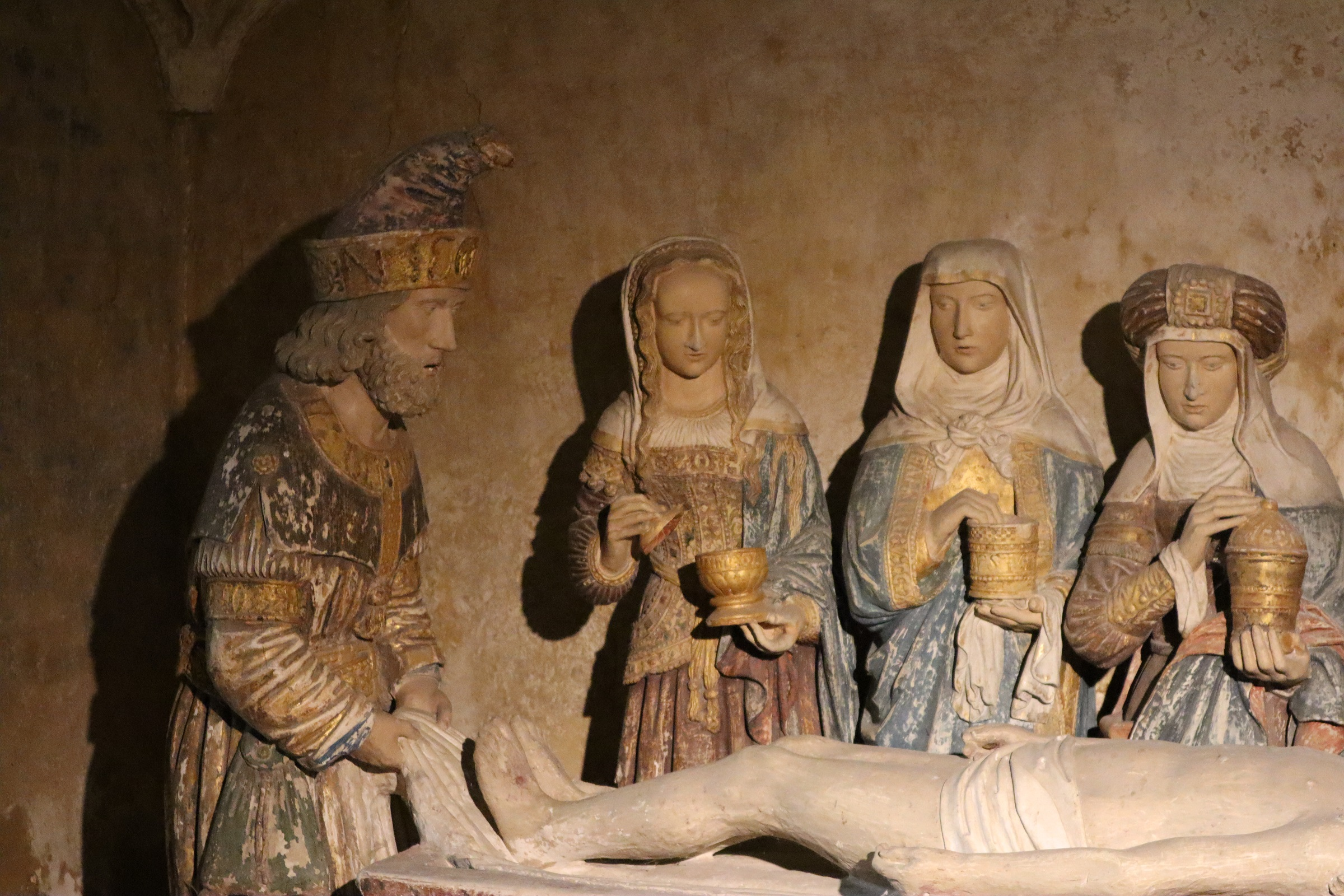
Nicodème et les trois Marie.
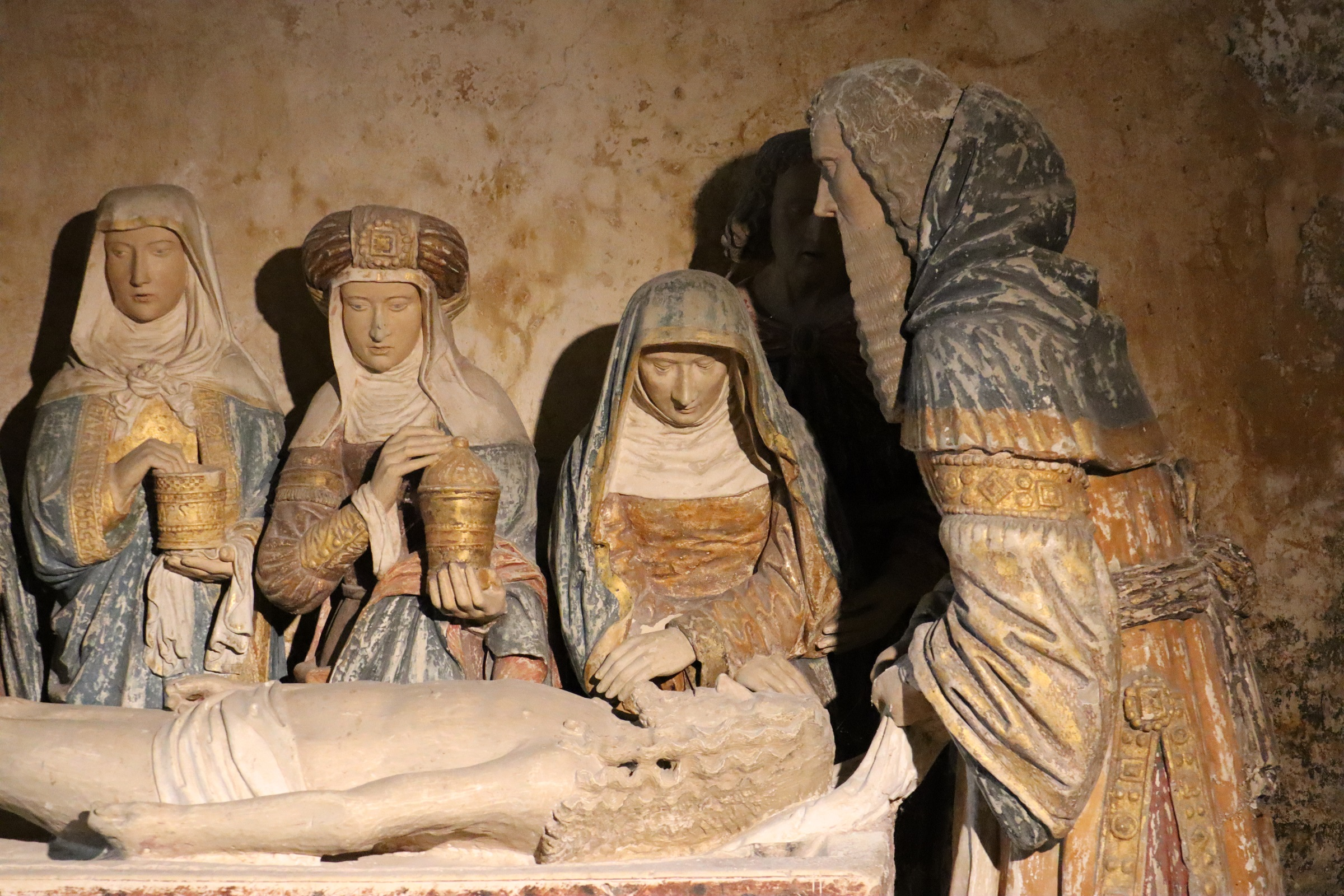
Joseph d'Arimathie, Marie et Jean en arrière.

La chapelle seigneuriale sur le flanc sud du choeur appelée également de Beauchêne est dédiée à saint Julien de Brioude. Elle est fondée par Arthuse de Melun et sa dédicace est à relier à son fils Julien mort en bas âge. Moins profonde que la chapelle nord elle n'empiète pas sur la nef et s'ouvre par un large arc en anse de panier sur le chœur. C'est la seule partie en dehors de la crypte du sépulcre à être voutée de pierre, la croisée d'ogive sur lierne repose sur des culs de lampe sculptés et la clé de voûte porte les armes de La Chapelle et de Melun. La statue de saint Julien qui porte des armoiries et la signature de Gervais Duval n'est plus dans cette chapelle mais sur le mur oriental de la chapelle nord. L'autel tabernacle est en bois, daté du XVIIe siècle (tabernacle), l'autel est remonté au XIXe siècle avec des éléments du XVIIe siècle.

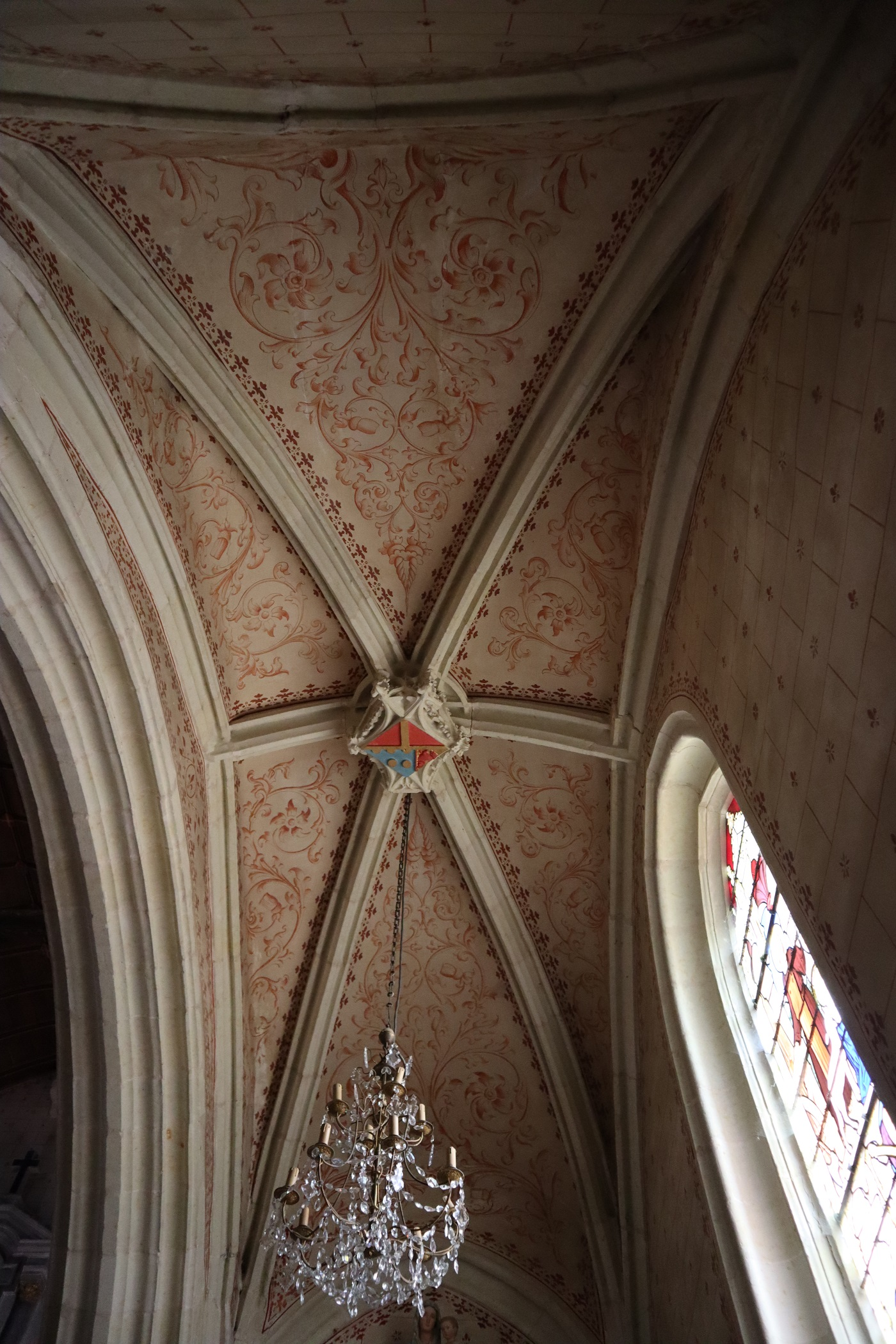
La croisée d'ogive à lierne.
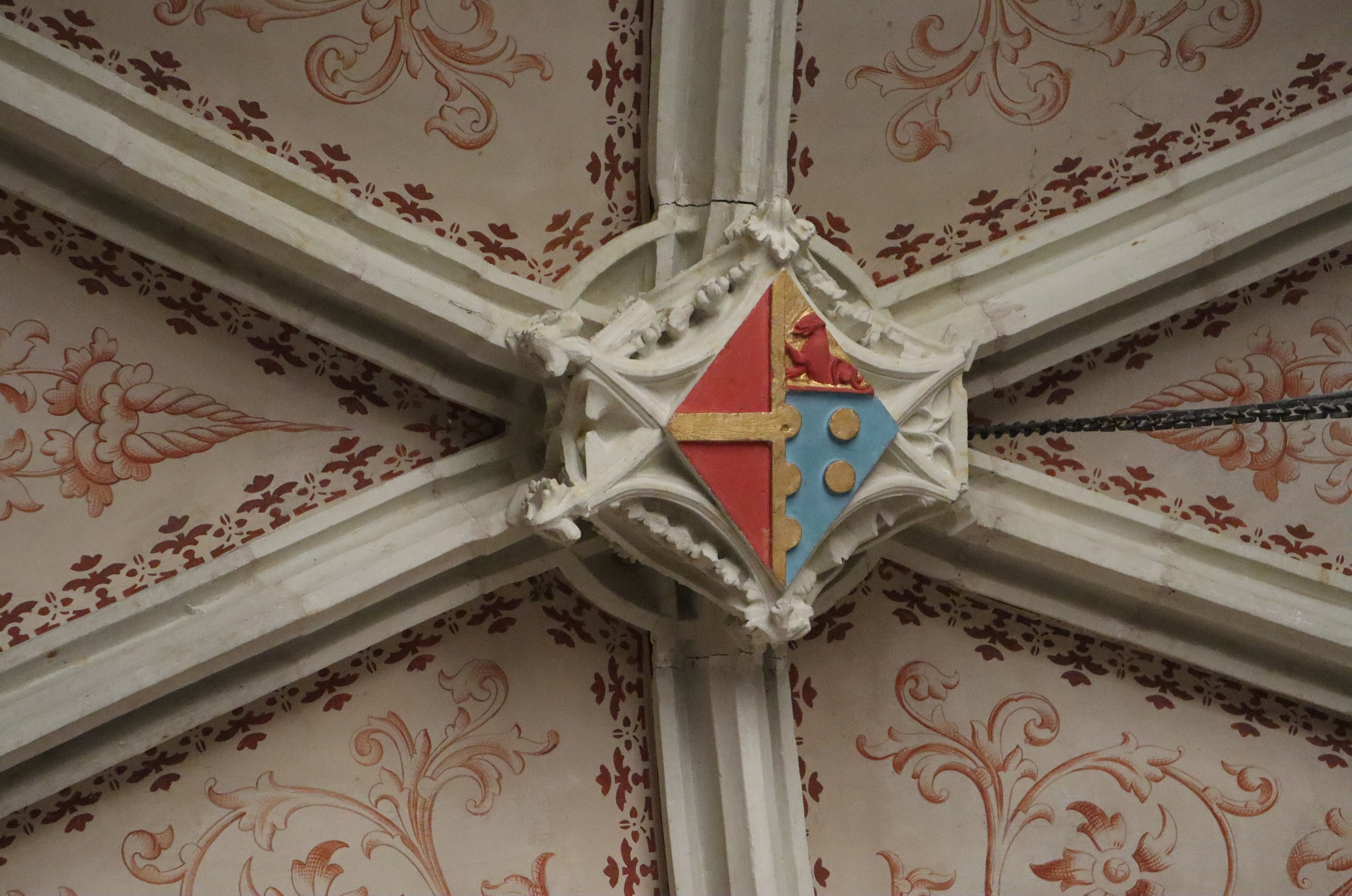
Clé de voûte avec les armes de Melun et de La Chapelle.
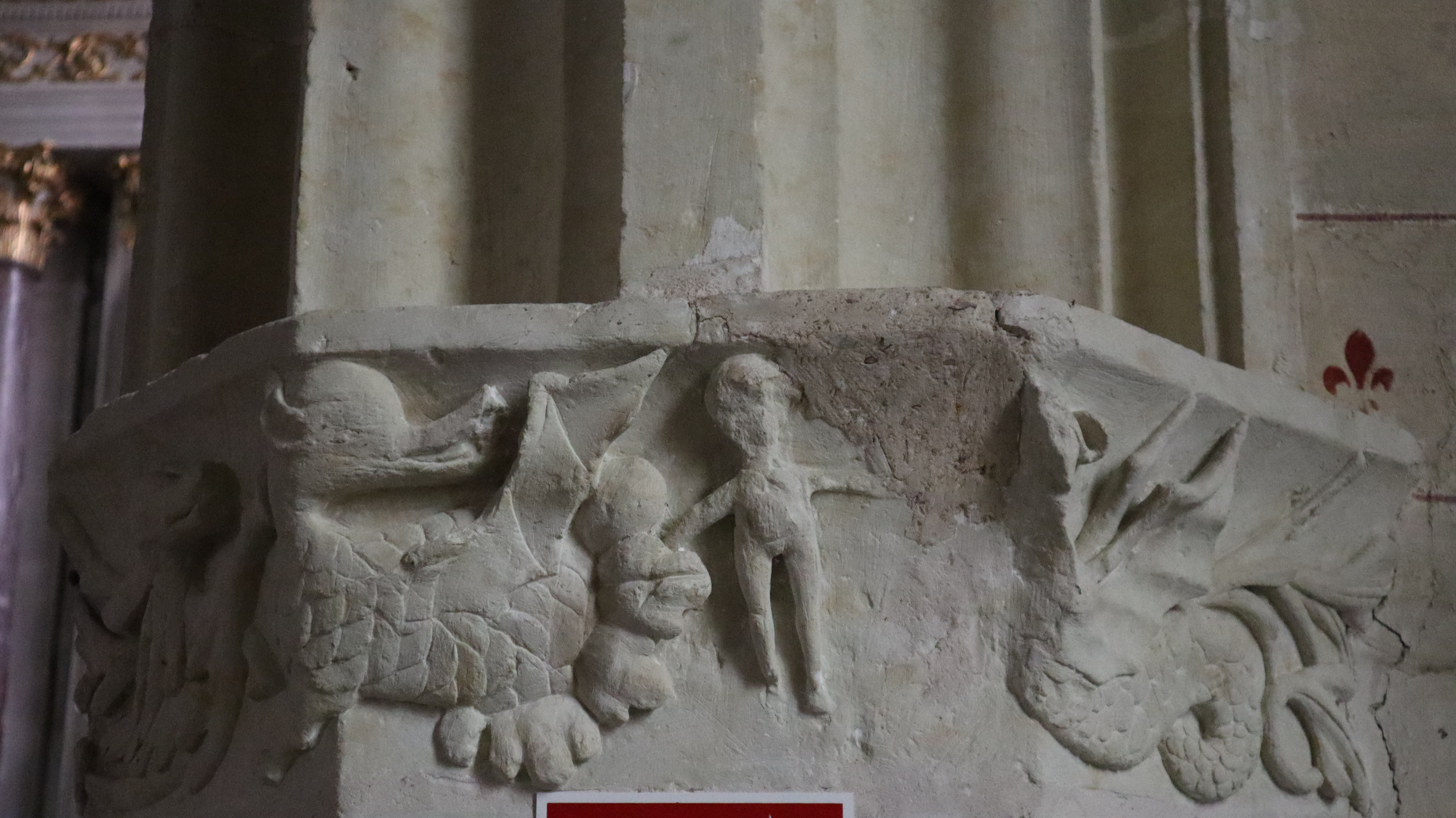
Base de l'arc communiquant avec le chœur.
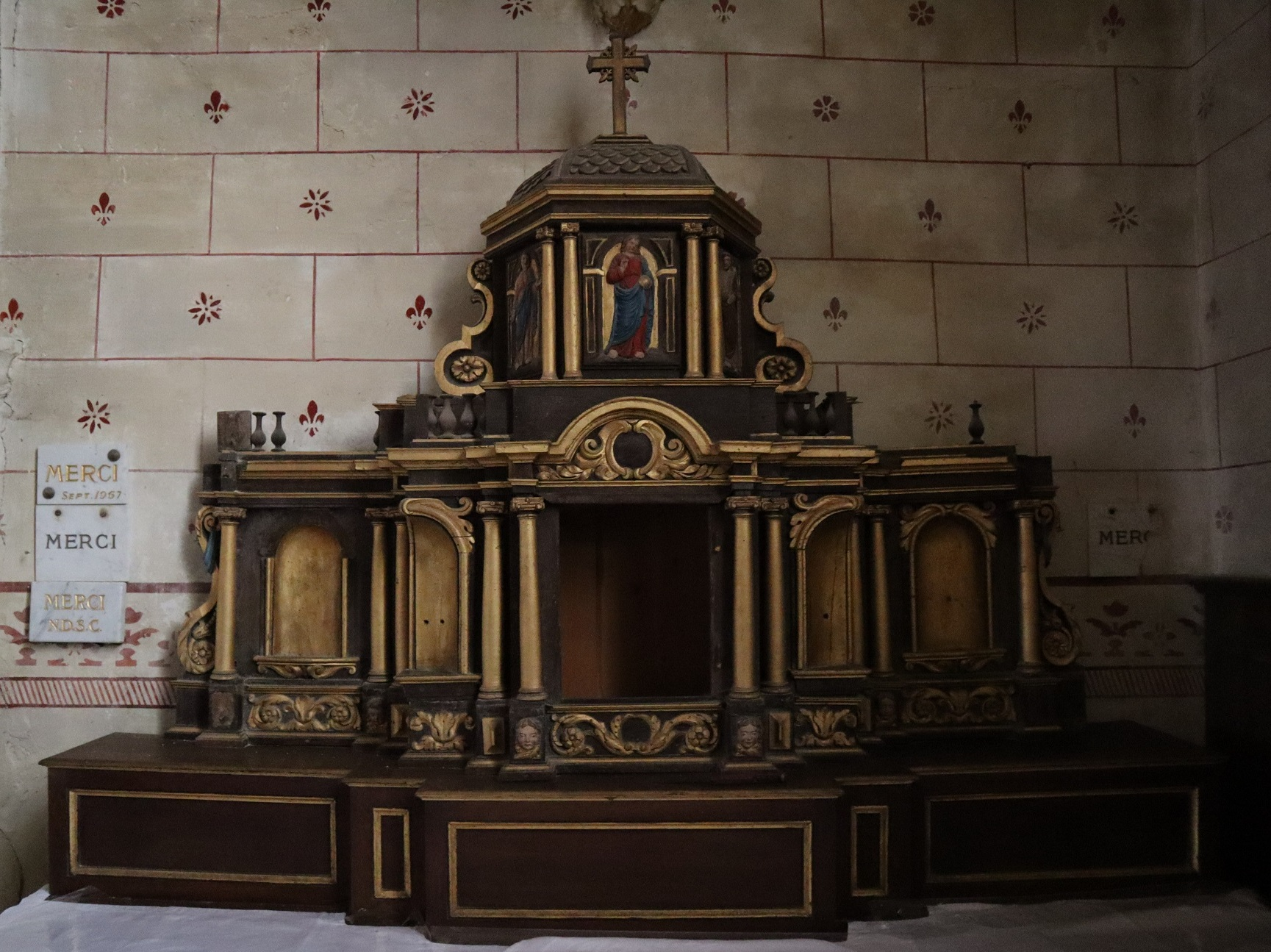
L'autel, tabernacle du XVIIe siècle.